# Курды
Ку́рды (курд. کورد / Kurd) — иранский народ в Западной Азии, проживающий в этнографической и исторической области Курдистан, которая ныне находится в составе четырёх государств: Турции (Северный Курдистан), Ирана (Восточный Курдистан), Ирака (Южный Курдистан) и Сирии (Западный Курдистан). Значительное число курдов живёт также в Германии, Франции, Израиле, Ливане и во многих других странах. По исследованию Парижского института 2016 года, численность курдов составляет 45,6 млн человек.
Говорят на курдском языке. Многочисленные его разновидности классифицируются в северо-западную иранскую подгруппу в составе арийской ветви индоевропейских языков.
Большинство верующих курдов — мусульмане-сунниты (шафиитский мазхаб), являясь частично шиитами, меньшинство исповедуют езидизм, иудаизм, зороастризм, христианство и бахаизм.
С XIX века курдские эмиры постепенно лишались культурно-племенной автономии, которой исторически обладали под вассалитетом Османской империи и иранских династий. После Первой мировой войны курды были разделены английскими, французскими и турецкими колонизаторами из-за богатых месторождений нефти, обнаруженных в Курдистане. Курдское население в новообразованных государствах подверглось принудительной ассимиляции и массовым убийствам. Курдские организации, повстанческие движения и военизированные племена начали вести борьбу против правительств Турции, Ирана, Ирака и Сирии. На севере Ирака в 1992 году был образован Регион Курдистан, а в 2012 году на северо-востоке Сирии была самопровозглашена Рожава. В Иране топоним «Курдистан» имеет правовую силу и относится к одноимённой провинции.

## Этимология
Существует множество гипотез о происхождении эндоэтнонимов kurd и kurmanc, а также экзонимов akrād и mard, которыми называли курдов соседние арабы и армяне, соответственно.

### Эндоэтнонимы

#### Самоназваниеkurd
Впервые этноним племени Cordī встречается в источниках с 520 г. до н. э. в трудах древнегреческого историка Гекатея Милетского.
Согласно Шараф-хану Бидлиси, этноним kurd означает «наделённый мужеством», «герой» и «храбрец». Производное в курдском от данного названия — слово xort, означающее «юноша, парень». На парфянск. gurd (gwrt) означало «герой», а на фарси до сих пор существует слово kord (گرد; среднеперсидск. — gord) с таким же значением и также город Шахре-Корд (перс. شهرکرد‎, лат: Shahr-e Kord) в остане Чехармехаль и Бахтиария в центральном Иране. По этой теории, этноним происходит от праиндоевропейск. hurd (англ. hard; нем. hart; курд. xurt) — «мужественный, суровый, смелый». В семитских языках, в том числе в Аккаде и Ассирии, kordū означало «сильный, храбрый»; karadū — «быть сильным».
В двух шумерских глиняных таблицах с клинописью, датируемой 2000 лет до н. э., упоминается страна Kar-da-ka (Кар-да-ка). Учёные считают, что она находилась на юге Ванского озера, рядом со страной Su. Спустя тысячу лет Тукультиапал-Эшарра I (Тиглатпаласар I) — царь Ассирии, правивший в 1115—1076 годах до н. э. — воевал с народом Kur-ti-e в горах Азу, которые учёные сопоставляют с современными горами Хазо в Битлисе.
Жителей страны Кардака учёные сопоставляют с кардухами, через земли которых с 10-тысячной армией греческих наёмников отступал участник похода и историк Ксенофонт (401—400 гг. до н. э.), что упоминается в его книге «Анабасис».

#### Самоназваниеkurmanc
Этноним kurmanc стал широко распространяться после тюркского завоевания юго-восточного Курдистана в 1046 году. Ранняя его этнонима — kwrd-man «похожий на курда». Между XII—XIII вв. добавился тюрк. суффикс jī и отпал труднопроизносимый -d- в середине слова.
Изначально, как экзоэтноним, использовался соседними персами и оседлыми курдами для обозначения шафиитских племён, кочевавших в северных отрогах Загроса (регионе Хиккяри, к югу от озера Ван), отделяющих Курдистан от Армянского нагорья. По некоторым предположениям, они были потомками керадов, — одного из племён куртиев, ведущих свою родословную от парфянских переселенцев, расселившихся по Ассирии и Месопотамии в середине II века до н. э..
С середины XI века туркоманские кочевые племена наносили ущерб экономике курдов, путём также вытеснения коренного населения пришлым тюркским, поэтому земледельческое и городское курдское население Восточной Анатолии, перешедшее ещё в VIII—IX вв. с традиционного полукочевничества на оседлость, должны были вернуться к кочевому образу жизни под новой идентичностью. Приняв шафиитский суннитский ислам от кочевников-курманджей, они начали называть свой язык, являющийся близким родственником парфянского языка, курманджи. Эти кочевые племена вышли из горного региона Хиккяри и предотвратили тюркизацию Курдистана своим заселением на земли, оставленными ранее курдами-земледельцами, которые, будучи представителями старого курдского общества, несмотря на религию и язык, были со временем маргинализированы и физически вытеснены на сегодняшнюю часть Восточного (Иранского) Курдистана и нынешнюю юго-восточную часть Южного (Иракского) Курдистана, не входившими в область изначального формирования собственно курдов и их языка и были заняты, в частности, иными иранскими народностями. Приток этих кочевых племён усилился в XIV веке, когда они начали ещё интенсивнее проникать из Северной Месопотамии и ущелий гор Загроса, занимаясь захватом высокогорных пастбищ.
С XII по XVIII века курды, использующие эндоэтноним kurmanc, в значительной степени ассимилировали курдов, называющих себя просто kurd. Несмотря на обратную тенденцию с XVIII века, ещё 50 лет назад подавляющее число курдов идентифицировали себя как курмандж, а язык — как курманджи. Однако уже во второй половине XX века, kurmanc, в качестве этнического обозначения курдов, стал подавлен самим коренным населением и их интеллигенцией в пользу этнонима kurd. В XXI веке этноним kurmanc, наравне с kurd, широко распространён среди подавляющего большинства носителей диалекта курманджи, части заза и малочисленных представителей части племени лак, живущих в Турции. Это также быстро исчезает под влиянием современных и образованных курдов. В настоящее время kurmanc в качестве самоназвания распространён у 21—43 % курдского населения, что значительно ниже, чем в XVI веке (ок. 57 %).
На современном севернокурдском (kurmanc) и зазаки (kirmanc) эндоэтноним означает «курд». В Турции племя Шехбизини, говорящие на лаки, именуют себя Kirmancekîman, а язык — Kirmancekî.
В научной среде во избежание путаницы этим термином принято обозначать только носителей севернокурдского диалекта.

### Экзонимы

#### Этнонимakrād
Этноним al-akrād начал использоваться арабами к курдам во множественном числе с VII века н. э. В то время, согласно Британике, курды стали хорошо известны.

#### Этнонимmard
Ранние упоминания о мардах относятся к началу 540-х годов до н. э, когда, как предполагается, они были покорены Киром уже после захвата им Мидии.
Мар(д)ами армяне называли курдов вплоть до XIX века по этнониму одного из протокурдских племён, чьё название происходило от старокурдск. mārd «мужчина». Как известно, они были полукочевыми и населяли на Армянском нагорье горную провинцию Мардастан, которая простиралась от озера Арчак до Артаза, а также гавар Мардали недалеко от современного Муша.

## История и этногенез

### Первые упоминания
Примерно со второго тысячелетия до н. э. ираноязычные племена мигрировали в горы Загрос, смешавшись с местным населением, и в результате культурное влияние было взаимным, хотя в конечном итоге преобладал индоевропейский язык. Курды как народ сформировались примерно от двух с половиной до полутора тысяч лет назад (V в. до н. э. — V в. н. э.) из множества племенных и этнических групп, в том числе куртиев, кардухов, мардов, гутиев, мидян, дейлемитов, хурритов, луллубеев, а также кадусиев. Ранними областями распространения курдов, помимо собственно горной системы Загрос, являлись районы верховья Ефрата и окрестности Ванского озера на территории исторической Армении.

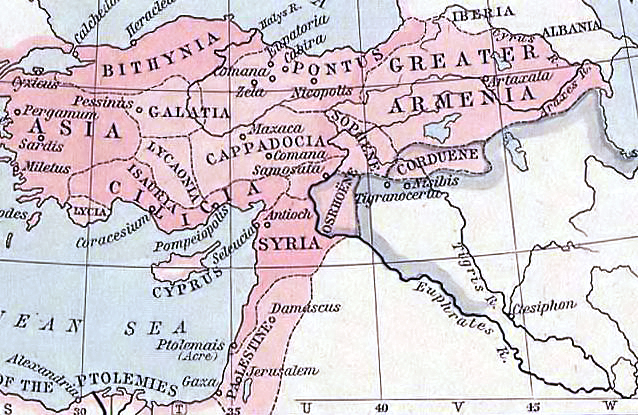
Кордуена в I веке до н. э.

Одно из первых сохранившихся упоминаний о курдах датируется 520 г. до н. э. в трудах древнегреческого историка Гекатея Милетского, как о племени, именуемом «Cordī». Они основали царство Кордуена, которое было независимо с 189 года до н. э. Предполагается, что кордейцы, жившие недалеко от границ Ассирии и Мидии в современном Курдистане, говорили на древнеиранском языке. Царство было документировано как плодородный горный район, богатый пастбищами. Известно, что жители поклонялись хурритскому богу неба Тешуб. Племена кордейцев, также называемые кардухами, были известны как воинственные и неукротимые горцы, не подчиняющиеся персидскому царю и постоянно устраивающие набеги на соседей-армян. Согласно многим источникам, современные курды — потомки жителей Кордуены, а сама область является античным лексическим эквивалентом слова Курдистан (Кордэстан). Курды служили Оронтидам, как наёмники на границах Армении. В области Мардастан римский военачальник Корбулон, направляющийся из Арташата в Тигранакерт, подвергся нападению курдского племени мардов. В 114 году во время военной кампании Траяна в Армении, римские войска были атакованы курдами, населявшими горные регионы на северо-востоке и востоке озера Ван. В 224 году Ардашир Папакан предпринял походы против правителей прибрежных областей — Кермана и Мекрана. Согласно Карнамаку, Ардашир, бросив вызов курдам и собрав войско в 4 тыс. человек, сразился с Кермом и его хозяином Хафтобатом, на стороне которых выступали войска Синда, Мекрана и других прибрежных районов. Возможно, однако, что владетели некоторых провинций Кермана и Мекрана оказывали поддержку Ардаширу: о том, что их представители были в войске Сасанидов, говорится в третьей фразе VII главы Книги деяний. После двухлетней войны (224 — 226 г. н. э.), которую вёл персидский король Ардашир Папакан против курдских племён в Шахрезуре, по соглашению двух сторон, курдский шах Каюс из Мидии был назначен царём для управления Кирманшахом, что положило началу династии Каюсидов и непосредственно Шахрезурскому царству.

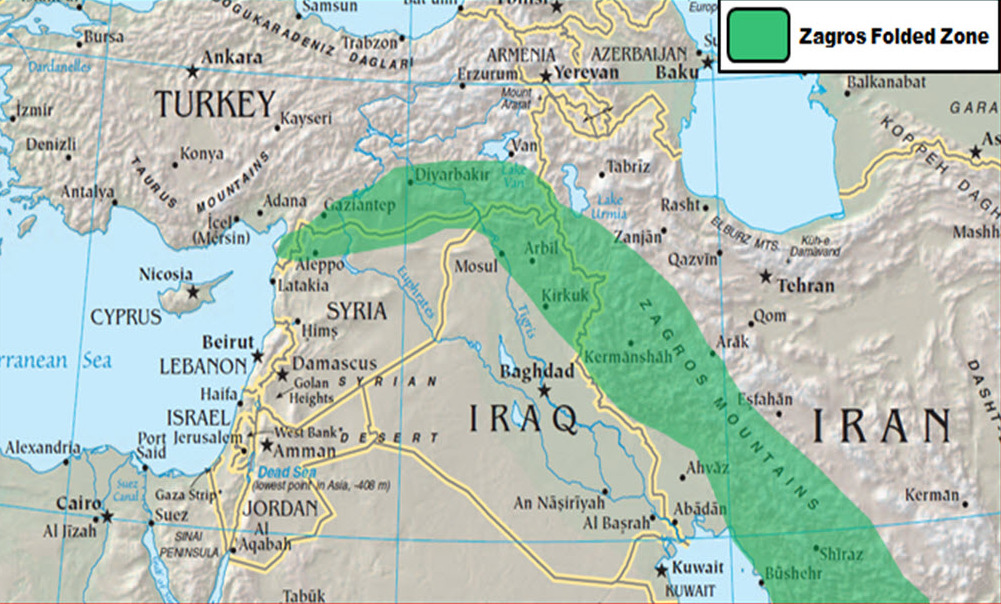
Карта зоны горной системы Загрос

В летописи основателя Сасанидской династии Ардашира Папакана, упоминается присутствие курдов в районе современного Керманшаха (226 год н. э.):

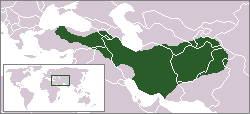
Мидийская империя, VI в. до н. э.

Транскрипция оригинала на среднеперсидском:
- Pad kārnāmag ī ardaxšīr ī pābagān ēdōn nibišt ēstād kū pas az marg ī alaksandar ī hrōmāyīg ērānšahr 240 kadag-xwadāy būd. spahān ud pārs ud kustīhā ī awiš nazdīktar pad dast ī ardawān sālār būd. pābag marzobān ud šahryār ī pārs būd ud az gumārdagān ī ardawān būd. ud pad staxr nišast. ud pābag rāy ēč frazand ī nām-burdār nē būd. ud sāsān šubān ī pābag būd ud hamwār abāg gōspandān būd ud az tōhmag ī dārā ī dārāyān būd ud andar dušxwadāyīh ī alaksandar ō wirēg ud nihān-rawišnīh ēstād ud abāg kurdān šubānān raft.

Перевод на русский со среднеперсидского:
- В записях Ардашира, сына Папакана, написано, что после смерти Александр, житель Арума, на территории Ирана было двести сорок князей. Спахан (то есть современный Исфахан), Парс и ближайшие к ним пограничные земли находились в руках Арвадана, вождя (короля). Бабаг был пограничным губернатором Парса и был одним из уполномоченных, назначенных Ардаваном. Резиденция Ардавана находилась в Стахре, то есть Персеполе. И у Бабага не было сына, чтобы сохранить его имя. И Сасан был пастухом, нанятым Бабагом, который всегда оставался с лошадьми и скотом (принадлежащими последнему), и он был (потомком) из рода (короля) Дараб. Во время злого правления Александра потомки Дараба уединенно жили в отдаленных землях, скитаясь с курдскими пастухами.

В 387 году н. э. формируются несколько независимых курдских династий:
1. Базикани;
2. Дейсеми;
3. Химдани.

В IV веке в Византийской империи курдские племена были южными соседями армян и населяли территории от Милиды до восточных границ империи. Некоторые курдские племена Шахрезура, принявшие христианство, подверглись преследованиям со стороны Сасанидов. Одним из ярких примеров этого преследования является убийство епископа Шахдоста Шахрезури и 128 его последователей.
В 360 г. н. э. сасанидский царь Шапур II, сын Хормизда, отправился в провинцию Забдикена в Кордуене, чтобы завоевать её столицу Безабде. Весной царь организовал кампанию по захвату города Сингара (совр. Синджар), который вскоре пал после нескольких дней осады. Оттуда Шапур направился на север и, оставив Нисибис без охраны, приступил к нападению на столицу. Позиция была на восточном берегу Тигра, недалеко от того места, где река выходит из курдских гор на равнину. Безабде ценился Римом, поэтому был хорошо укреплён двойной стеной и охранялся тремя легионами и большим отрядом курдских лучников. После долгой и упорной осады, Шапур II прорвал стены, захватил город и перебил всех его защитников. О том, как в 360 г. Безабде был два раза осаждён, подробно рассказано древнеримским историком Аммианом Марцеллином. Сасанидский шахиншах отремонтировал стратегически расположенный город, снабдил его продовольствием и разместил гарнизон со своими лучшими войсками. Позже курды, живущие в Сингаре, восстали против Сасанидов и совершали набеги на всю персидскую территорию.

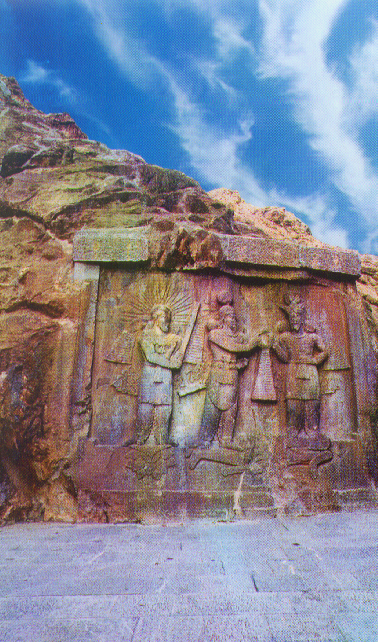
Коронация Ардашира II, Шахрезурское царство (совр. Так-е Бостан, Керманшах)

В 380 году н. э. Ардашир II убил последнего короля Думбаванда Висамакана, что положило конец Шахрезурскому царству. В скалистом отроге гор в современной провинции Керманшах были обнаружены ряд гробниц, предположительно относящихся ко времени правления Каюсидов.

### После арабского завоевания
Курды впервые вступили в контакт с арабскими войсками во время арабского завоевания Месопотамии в 637 году. Арабы завоевали империю Сасанидов и захватили большую часть Византии, населённой курдами и другими народами. Курдские племена были важным элементом в Сасанидской империи, и первоначально оказывали ему решительную поддержку, пытаясь противостоять мусульманским армиям, между 639—644 годами, когда стало ясно, что империя рухнет, курдские вожди один за другим подчинялись арабским армиям и новой религии. Позже курдские племена начали массово поднимать восстания во многих городах Курдистана, например:
- Восстание курдов в Динаваре (653 г.);
- Восстание курдов в Хулване (685 г.);
- Восстание курдов в Шапуре (700—705 гг.);
- Восстание курдов в Сабуре и Фарсе (702 г.);
- Восстание курдов в Хамадане (767 г.);
- Восстание курдов в Мосуле (906—907 гг.).

В VII веке было создано первое сохранившиеся произведение курдской литературы, так называемый «Сулейманийский пергамент». Он был написан на куске оленьей шкуры шрифтом пехлеви, оплакивается нашествие арабов и разрушение ими святынь зороастризма.
| Транскрипция со старокурдского | Перевод на современный курдский | Перевод на русский | Альтернативный перевод на русский |
| --- | --- | --- | --- |
| Hurmōzan riman, atiran kujandu Wīšan šardiwā gāwrāī gāwrākan Zor kar ārāb kirine xapur Ginaiy pālā īy hātā Šarāzur Jin u kānikiyan wā dīl bāšīna Mārd āzā tilī wā ruy hwēna Rāwišt Zārdāštire manu bī kās Bāzāīka nīka Hurmōz wā huiç kās | Zîyaretgahan rixandin, argûnan vekuştin Wisan veşartine gewre ji gewre Zor har ereban kirine xirab Gundên perîşanan heta Şarezûrê Jin û kenîşkên wan dîlîyê şandine Mêrên afet di wan de ketin xwîna Li ser rêya Zerdeştiyê bi tenê ma Ahûramazda ku nika nehişt ji kesî | Храмы разрушены, костры погашены Величайшие из великих спрятались Жестокие арабы уничтожили В деревнях бедняков до Шарезура Они порабощали девушек и женщин Храбрые мужчины ныряли в их кровь На пути зороастризма остался один Ахурамазда, никого не жалевший | Храмы (Хормоза) разрушены, огни погашены, Отвернулся (от нас) владыка владык Насилие совершил (разрушил) араб Хабур, Деревни (округа) Пале до Шахрезура, Жены и домочадцы в плен уведены, Воины лежат в крови Вера Зароастры осталась без рук, Не заступился Хормоз ни за кого |

До середины VII века большинство курдов были зороастрийцами и христианами. Многих арабы насильственно обращали в ислам. Те, кто не принял и остались христианами, бежали за защитой либо в Сирийское царство, либо в Армянское, где ассимилировались с местными населением. Курды стали первым неарабским народом, принявшим ислам, а Джабан аль-Курди, родившийся в Эдессе, — первым мусульманским курдом.
Существует мнение, что в Античности и в Раннем Средневековье существовало два понятия слова «курд»: кроме этнонима, он обозначал также иногда скотовода. Вековые скотоводческие традиции курдов, по всей вероятности, послужили причиной того, что иранцы придали этнониму «курд» и социальный смысл. Под иранским влиянием это значение слова «курд» в дальнейшем было воспринято арабскими авторами и вошло в их труды. Произошло это, видимо, потому, что слово «курд» в качестве синонима понятия «скотовод» стало употребляться для обозначения тех племён, которые по своему быту, занятиям и другим особенностям были схожи с курдами (с этнической группой).
В последние годы правления халифа Харуна ар-Рашида (786—809), движение Хуррамитов, потрясшее Арабский халифат, получило новый импульс. Лидером части этого религиозного движения, основанного в Малой Мидии, недалеко от горы под названием Бат, был Джаветан ибн-Саак (Сахл), последователи которого состояли из племени курдов мидийско-персидского происхождения. Видя большую опасность в этой секте, Халифат начал против неё беспощадную войну. После нескольких лет борьбы арабскому военачальнику Хасану ибн Сахлю удаётся победить вооружённых полукочевников курдской секты Хуррамитов. Джаветан ибн-Саак был вынужден бежать в южные горные районы эмирата Арминийа, увезя с собой курдские племена в Ахдзник, Кордук и бывшее Эдесское царство, где сдался Сааку Багратуни, князю армянского Тарона (сыну Ашота Мсакера). Однако Саак Багратуни арестовывает его и обезглавливает. Получив известие об убийстве своего пророка, курды напали на Саака Таронского, но были разбиты и отступили, застряв в снегу во время бегства, неся тяжёлые потери. В 838 году курдский лидер, базирующийся в Мосуле, Мир Джафар Дасини, восстал со своей армией против халифа. Командир Итах выиграл эту войну и казнил многих курдов. В конце концов арабы завоевали восставшие курдские регионы и постепенно исламизировали часть курдов, не принявших ислам ранее, часто включая их в военных, таких как Хамданиды, чьи династические члены семьи также часто вступали в брак с курдами.

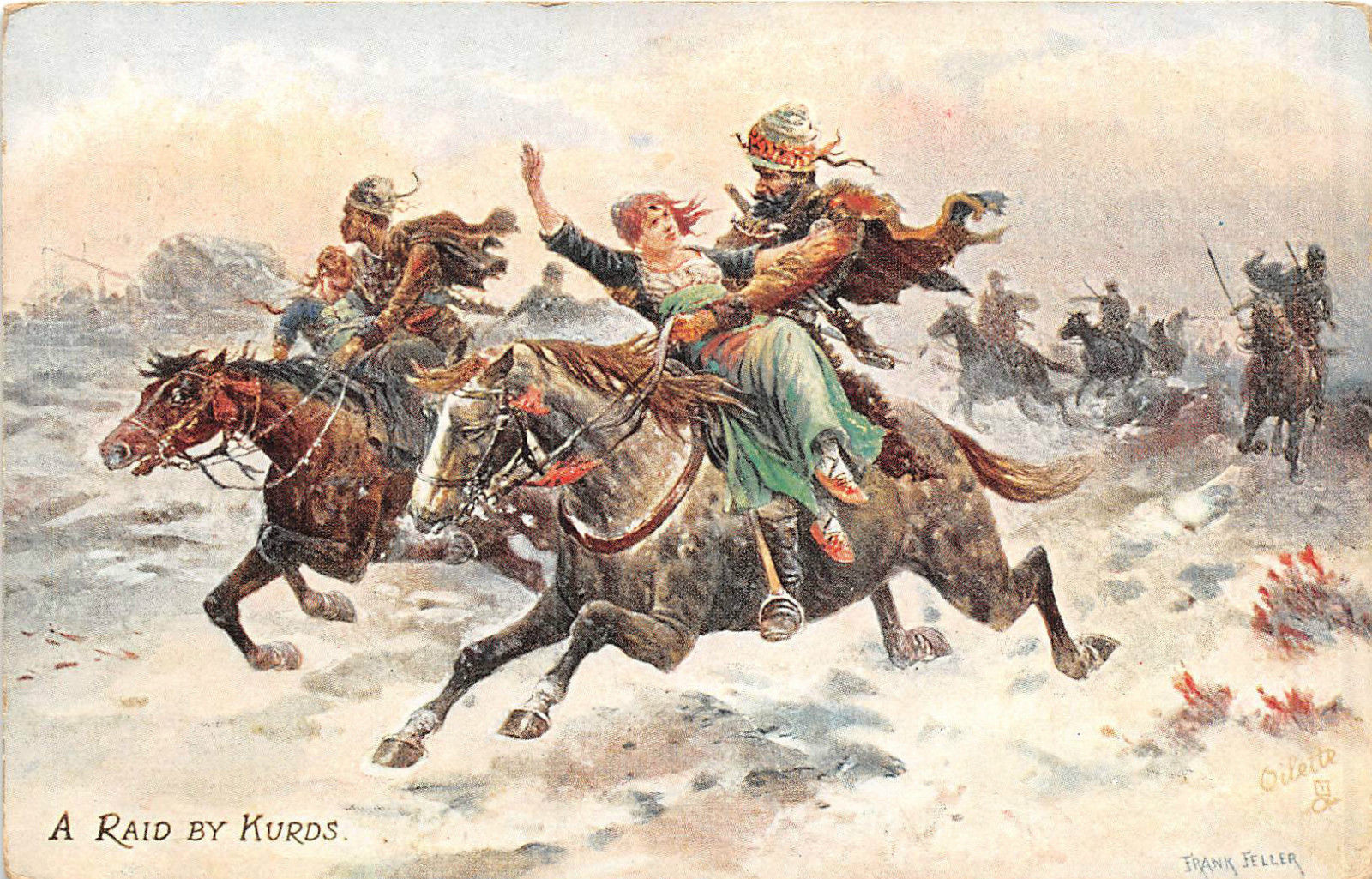
Курдские разбойники (Автор: Фрэнк Феллер)

В 847 году была написана первая книга о курдах: Абу Ханифа ад-Динавари (828—896 гг.), курдский учёный, ботаник и историк, создал летопись «Происхождение курдов» («Ансаб-аль-Акрад»). Согласно арабской летописи, вокруг озера Ван присутствовало множество курдских племён и деревень.
Согласно арабским источникам X века, курды населяли территории Фарса, Керманшаха, Систана, Хорасана, Исфахана, Хамадана, нынешней Сулеймании, Атропатену, Верхнюю Месопотамию и Сирию. Причём в одном лишь Фарсе, по мнению Ибн Хаукаля и аль-Истахри, обитало свыше 500 тысяч курдских семей, в каждой из них жило до десяти мужчин.
Миграция курдских племён отрицательно повлияла на развитие процесса этногенеза курдов. Оторвавшись от родного нагорья, курдские племена зачастую прочно обосновывались в том или ином районе и нередко смешивались с местным населением. В частности, процесс арабизации курдов значительно углубился вследствие принятия ими ислама. Это касается главным образом курдов Мосульской области.

К X веку исламские историки и географы сообщают об арабском населении, проживавшем среди курдов от северных берегов озера Ван до Динавара и от Хамадана до Малатьи. В конечном итоге они ассимилировались, сохранив только свой генетический отпечаток (как городские курды с более тёмным цветом лица) и передав два экзотических семитских звука в речь многих курдов: гортанный a и h. В то же время курдский принц Ибн ад-Даххак, владевший крепостью аль-Джафари, отказался от ислама ради православного христианства. Взамен византийцы дали ему землю и крепость. В 927 году он и его семья были казнены во время набега Тамаля, арабского правителя Тарса.

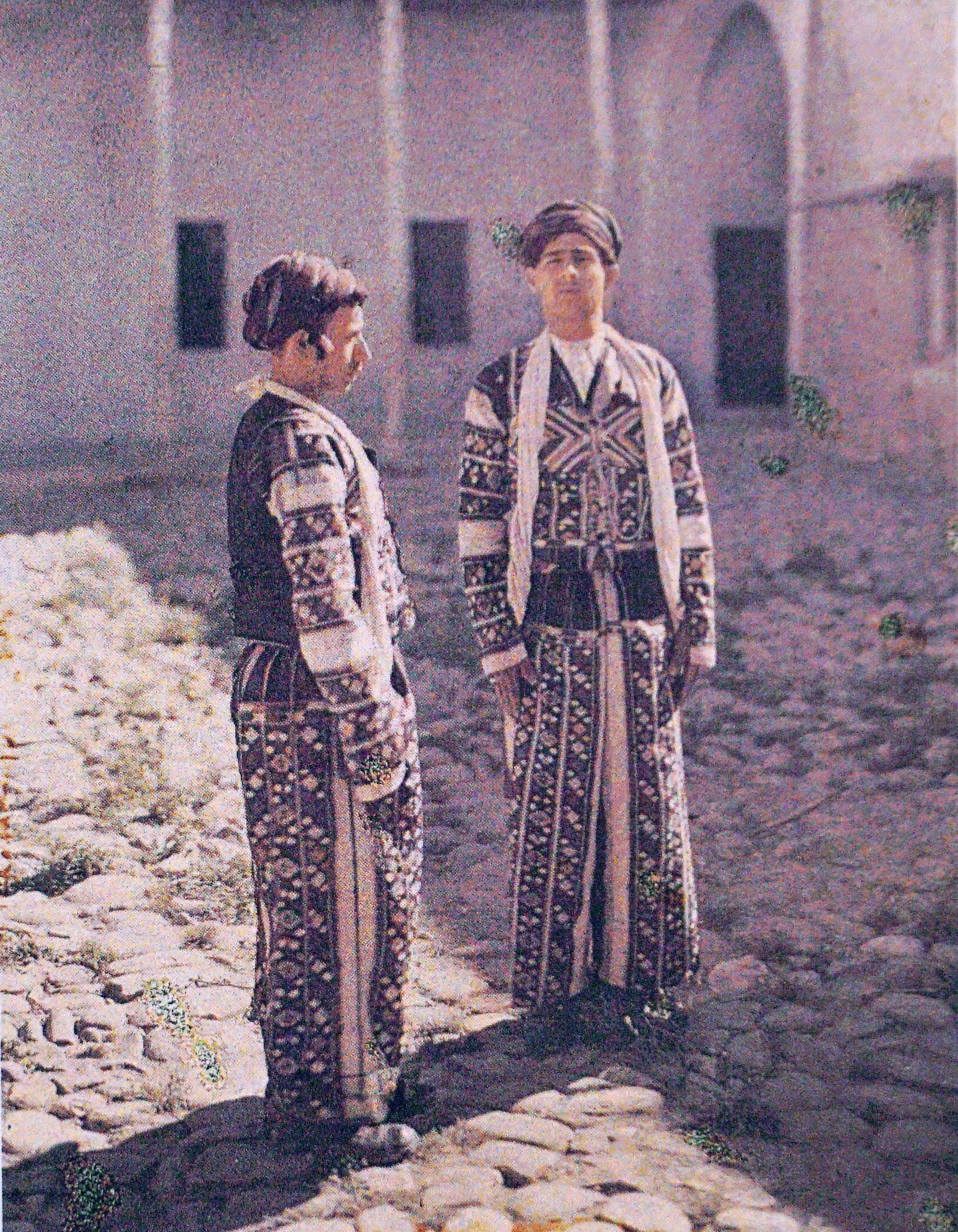
Курдские жители Бахдинана (ок. 1927 г.)

Территория, контролируемая в X—XI веках курдской династией Марванидов

С VIII по XIX века существовало большое количество разрозненных курдский династий, вождеств, эмиратов и княжеств. В 990 году династия Марванидов взяло контроль над значительными территориями нынешней Турции и Ираком. По свидетельству Ибн Хальдуна, основатель династии Бад аль-Курди в начале своей деятельности был всего лишь предводителем разбойничьей шайки, промышлявшей грабежом в провинции Мосул. Затем стал совершать набеги на Амед, захватив несколько крепостей на границе Курдистана и Армении. Вскоре Бад сплотил вокруг себя большое количество людей, вступил в Армению и захватил город Эрджиш. Он был союзником Буидов когда они завоевали Мосул (978 г.). Воспользовавшись ослаблением влияния Буидов после смерти эмира Азуд ад-Доуле (ум. 983), он захватил у мосульских Хамданидов Майяфарикин (ныне Сильван) и значительную часть Диярбакыра, в том числе Амед, Нусайбин и другие города северной части Месопотамии.
Курды также упоминаются в выдающимся памятнике персидской литературы «Шахнаме». В нём автор Фирдоуси в «Сказании о Закхаке» пишет, что курды — те же персы, которые по тем или иным обстоятельствам вынуждены были бежать в горы:
Когда число их составляло двести
То из дворца всех выводили вместе,
Давали на развод овец, козлят,
И отправляли в степь... И говорят:
Дало начало курдам это семя,
И городов чуждается их племя...
В 1046 году тюркские племена завоевали юго-восточную часть Курдистана. Таким образом с XI века на Армянском нагорье и в Закавказье начался многовековой процесс вытеснения армянского и курдского населения пришлым тюркским. Кочевые племена курманджей вышли из Хиккярского региона и начали предотвращать тюркизацию Курдистана своим заселением на земли, оставленными раннее оседлыми курдами, которые, будучи представителями старого курдского общества, были физически вытеснены за периферию Курдистана, в частности в современную область расселения северных луров, а также южные районы нынешнего остана Керманшах.
В 1120 году была создана провинция Курдистан в Сельджукской империи, охватывающая современные территории Ирана и Ирака. Провинция включала в себя 5 крупных вилайетов с центром в Бахаре.
В 1185 году сирийский православный патриарх Мор Михаэль Рабо писал о кочевниках-туркоманах, на которых нападали курдские бандиты в современной Восточной Анатолии. Эти курды жили за счёт грабежей и убийств туркоманов, подстерегая их вместе с их стадами на их пути между летними и зимними кочевьями. Туркоманам надоело, и они напали на курдов, которые начали прятаться в ассирийских и армянских деревнях. Местные христианские общины сильно страдали от боевых действий. По словам Михаэля Рабо, туркоманы убили 30 000 курдов. После этого упоминаний о курдском присутствии в регионе не было вплоть до 1338 года. Курдское население начало восстанавливаться в XIV веке путём нового притока курманджей на Армянское нагорье, когда они начали ещё интенсивнее проникать из Северной Месопотамии и ущелий гор Загроса, занимаясь захватом высокогорных пастбищ

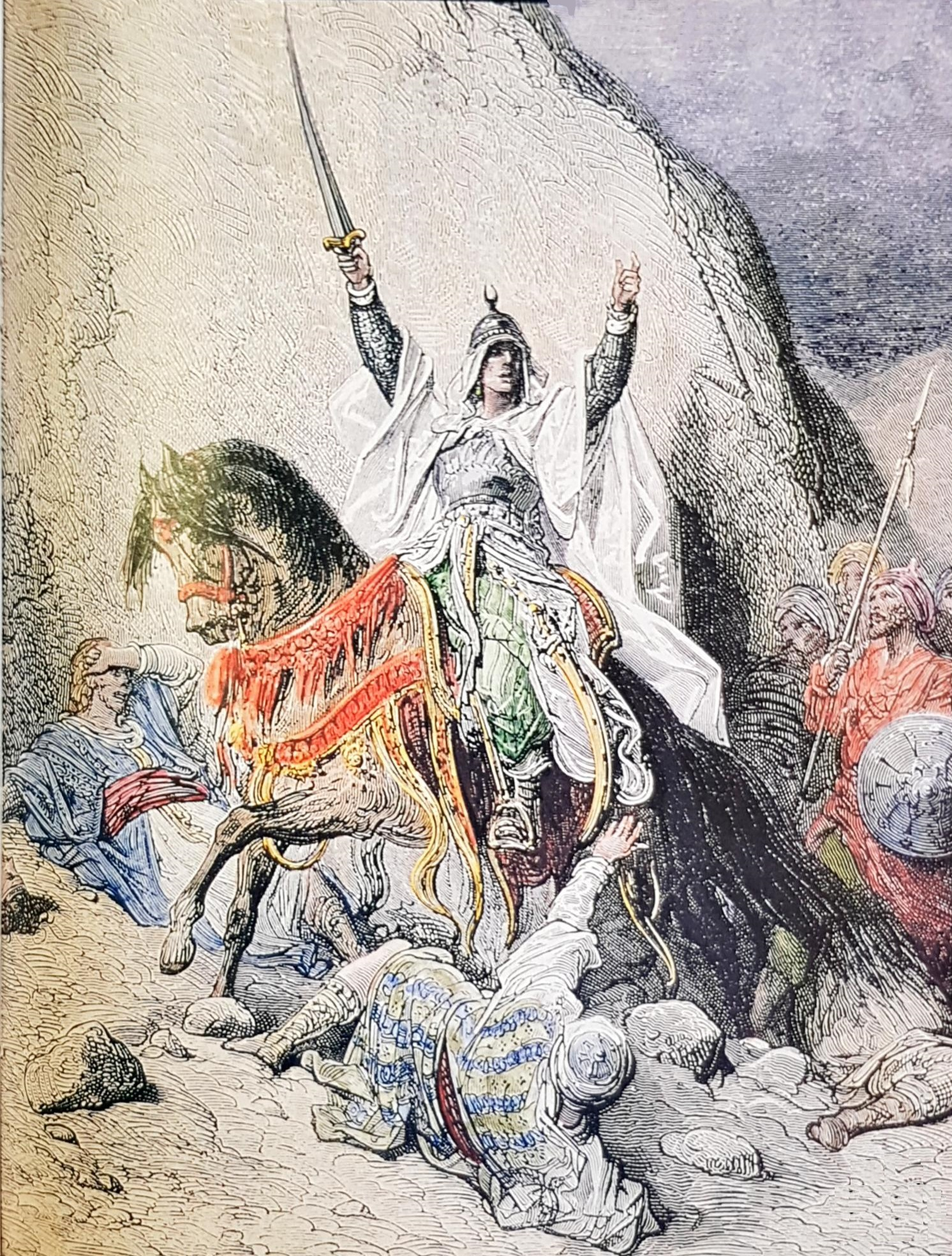
Салах ад-Дин — курдский полководец и мусульманский лидер

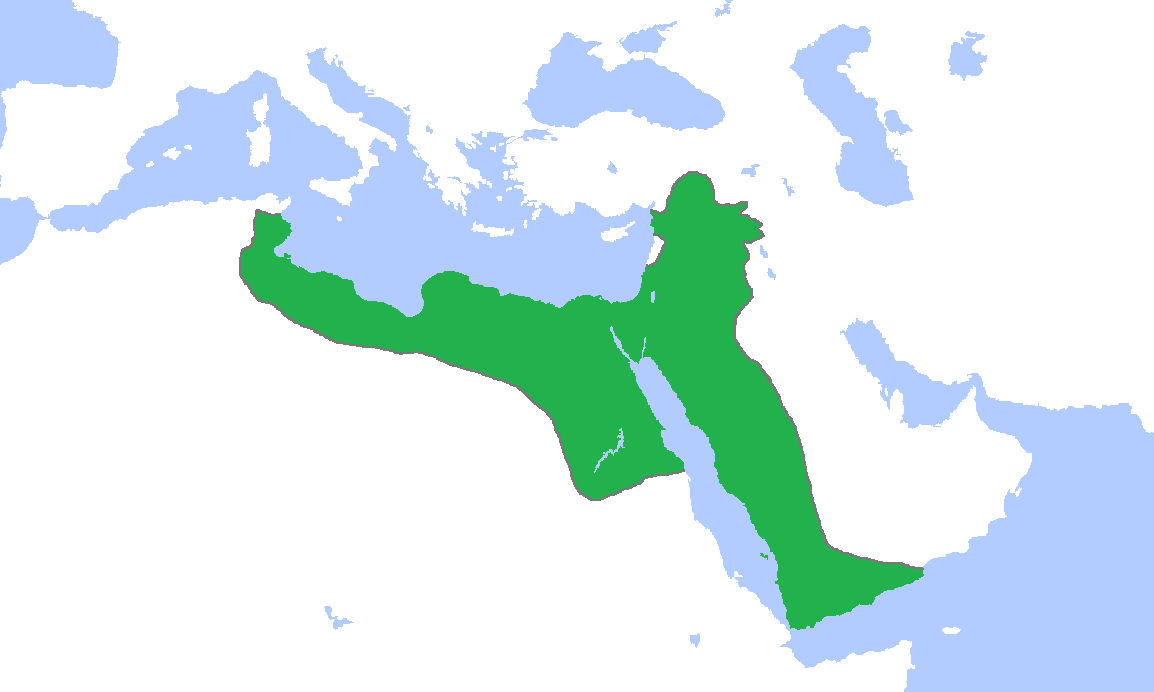
Айюбидское государство, основанное курдами

В 1187 году происходит полный разгром крестоносцев курдским полководцем Салах-ад-Дином и захват города Иерусалим. К XII веку курды достигли своего максимального расцвета. Айюбиды — единственная известная империя в этом районе, которая была терпима к религии езидов. Салах ад-Дин открыл медресе в Курдистане по своему особому приказу. Хотя курды были меньшинством в империи, курдский язык был хорошо известен. Курды переселялись в Дамаск, в Каир, на территории нынешнего Судана и в другие земли. Общины некоторых потомков до сих пор остались, но значительная часть из них лингвистически арабизирована.
В XII веке формируется шарфадин (езидизм), которую основал Ади ибн Мусафир. Суфийский тарикат проповедовал её среди центральнокурдских племён. Шейх Ади после обучения в Багдаде основал собственный орден под названием «адавийя» («адабийа»), упоминаемый в средневековых арабских источниках как «акрад адавийя» («курды адавийя»). Окончательно религия сформировалась спустя несколько сотен лет, включив в себя элементы христианства, зороастризма и иудаизма. В XIV веке религией Бохтана стал езидизм, откуда он позднее стал распространяться в соседние от него регионы.

### В Османской империи

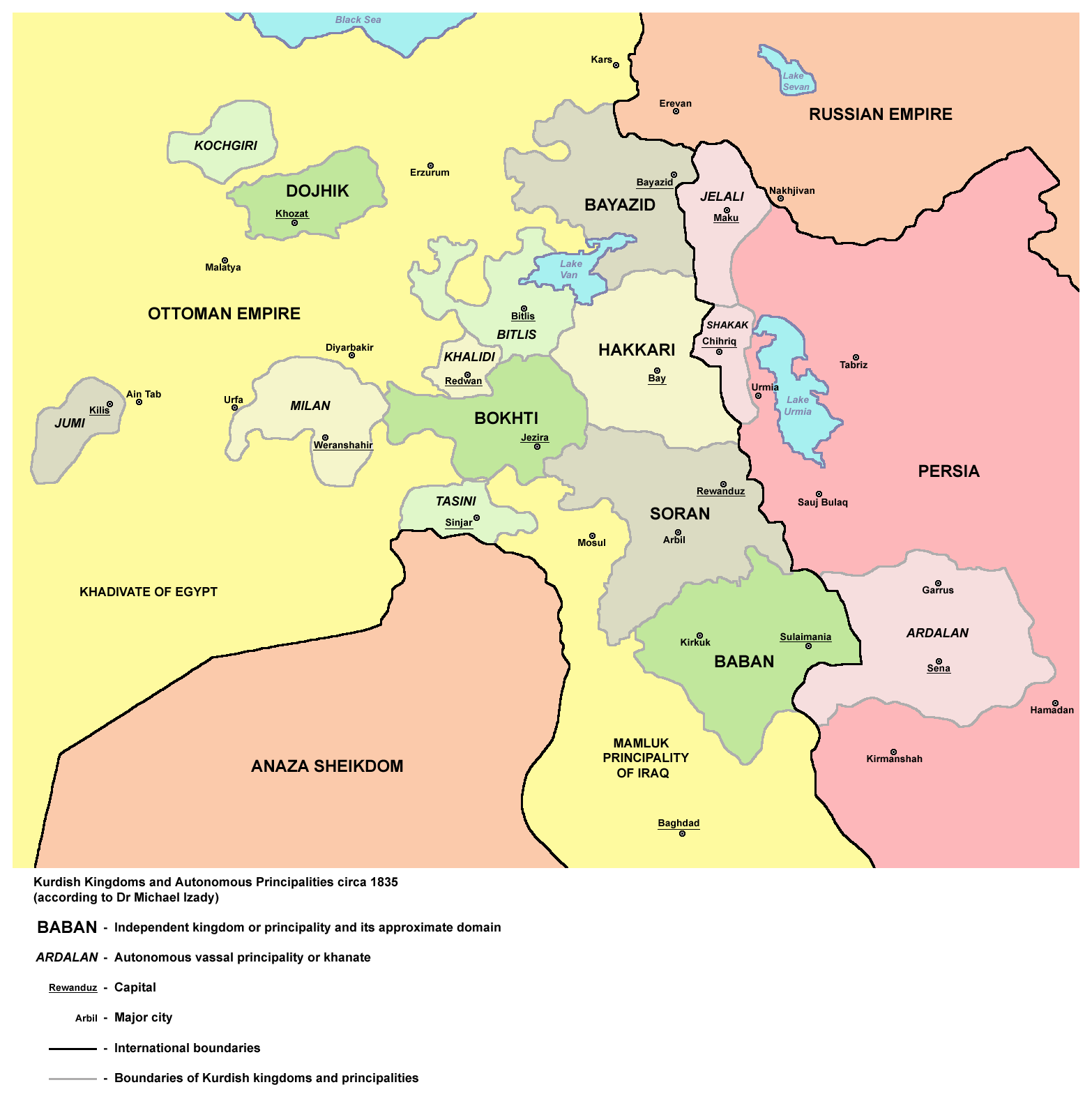
Курдские эмираты в 1835 году

После того как султан Османской империи Селим I победил персидского шаха Исмаила I в 1514 году и аннексировал Западную Армению и Курдистан, он доверил управление новыми территориями историку Идрису, который был курдом из Битлиса. Идрис разделил земли на санджаки и управлял ими на основании старинных обычаев. При нём курды заселили территории между Ереваном и Эрзрумом, которые пустовали после набегов Тамерлана. Важную роль в регионе играл курдский клан Янпулатов. В 1606 году Али Паша Янпулат поднял восстание, которое получило большую поддержку от герцога Тосканы Фердинанда I. Восставшим удалось взять под контроль земли от Хамы до Адана, однако затем оно было подавлено турецкими силами. Сам Али Паша был прощён и назначен наместником провинции Темешвар в Венгрии. Он был казнён в Белграде в 1610 году. Особую враждебность османские власти испытывали к курдам-езидам. В 1640 году турки под руководством Фирари Мустафа Паши напали на курдов у горы Синджар. Произошла большая битва, которая окончилась поражением курдов. Курдские вожди (в том числе из Бабана) сохраняли определённую автономию в обмен на обеспечение безопасности границы Османской империи от персидского нападения. Принц Сулейман-бек захватил город Киркук и перенёс туда столицу из Кара-Чолана. В 1694 году он вторгся в Персию, победив войска княжества Ардалан. Османский султан Мустафа II в благодарность за это даровал ему наследственные права правителя эмирата Бабан. В начале XVIII века эмират Бабан был подчинен Багдадскому пашалыку, однако зависимость эмиратов от османских властей была номинальной. В 1723—1746 годах эмиры Бабана принимали активное участие в войнах Османской империи против Персии. В XVIII веке в Ардалане, где жили горани, поселились носители диалекта курманджи (горге, шейх-исмаили, байлаванд, джафы) и часть горани перешла на диалект курманджи (южный курманджи), который позже сформировался в современный сорани. С 1750 по 1847 год эмират Бабан находился в конфликте с другими курдскими княжествами (например, Соран и Бохтан), а также выступал против централизации османских властей. На рубеже XVIII—XIX веков эмират Бабан был втянут в гражданскую войну в соседнем курдском эмирате Соран в центре в городе Равандуз. На рубеже XVIII—XIX веков в эмирате происходила междоусобная борьба, в ходе которой претенденты на власть обращались за помощью к правителям соседних курдских эмиратов — лежащего к западу Эмирата Бадинан и находившегося южнее Бабана. В 1818 году эмират Соран объявил свою независимость. Мир Мухаммед довёл численность свего войска до 15 тыс. человек, наладил в Равандузе изготовление холодного и огнестрельного оружия и выпуск боеприпасов. В знак независимости от Османской империи он начал выпуск золотых, серебряных и медных монет, на лицевой стороне которых чеканилась надпись «Ал амир мансур Мухаммед-бей». Мир Мухаммед хотел объединить все курдские княжества под одним правлением, создав независимый Курдистан. Расширяя пределы своего государства, Мир Мухаммед овладел городами Харир и Кёй-Санджак (1823), контролируемых Бабанами. Продвигаясь на запад, он захватил Эрбиль. Следующей целью Мир Мухаммеда был Бахдинан. Воспользовавшись в качестве предлога совершённым в 1831 году езидами убийством вождя курдского племени мазури и неудачной попыткой бахдинанского эмира Мир Саида наказать убийц, Мир Мухаммед обрушился на располагавшиеся к востоку от Мосула езидские деревни. Тысячи мужчин, женщин и детей были убиты, остальные бежали из родных мест (это вызвало гнев османских властей, поскольку мосульские езиды являлись османскими подданными). Подорвав престиж Мир Саида, Мир Мухаммед перешёл к активным действиям на севере. В 1833 году он захватил бахдинанский город Акра, а затем после непродолжительной осады взял и Амадию, столицу Бахдинана; Мир Саида он согнал с престола, заменив его своей марионеткой. Сразу же после этого Мир Мухаммед занял бахдинанские города Заху и Дахук. В результате военной кампании 1833 года Мир Мухаммед контролировал уже бо́льшую часть современной территории Южного Курдистана (Соран, Бахдинан, окрестности Мосула) и вплотную приблизился к рубежам Бохтана. Он предложил эмиру Бохтана заключить союзный антиосманский договор, но тот, сам претендуя на господство в пределах Курдистана, отклонил это предложение. Мир Мухаммед начал было поход против Бохтана, но вынужден был повернуть назад: в Амадии власть вновь захватил Мир Саид. Мир Мухаммед вновь овладел городом, не щадя никого из его жителей, после чего присоединил Бахдинан к своим владениям.

Флаг эмирата Соран

В 1834 году османский султан Махмуд II, у которого после заключения в предыдущем году мира с Мухаммедом Али Египетским руки были развязаны, направил против соранского эмира 40-тысячную армию во главе со своим лучшим полководцем Рашидом Мехмед-пашой. Летом армия Рашида Мехмед-паши начала наступление на Соран и подошла было к Равандузу, но наступившая зима заставила её отступить. В 1836 году Рашид Мехмед-паша предпринял новый поход на Соран. В конце августа турецкая армия окружила Равандуз. Поскольку войскам эмира не хватало воды и продовольствия, он решил сдаться на предложенных ему почётных условиях. Однако турки не сдержали слова. Пленный Мир Мухаммед был отправлен в Стамбул и вскоре убит там по приказу Махмуда II. Эмират Соран был ликвидирован, его территория перешла под прямое управление османских властей. В течение всей осени османские войска занимались утверждением своей власти в пределах бывшего эмирата, убив при этом 10 тыс. курдов. Но велики были и потери в турецкой армии, причём к потерям в боях добавились и потери от вспыхнувшей эпидемии холеры. От холеры в январе 1837 года умер в Диярбакыре и сам Рашид Мехмед-паша.

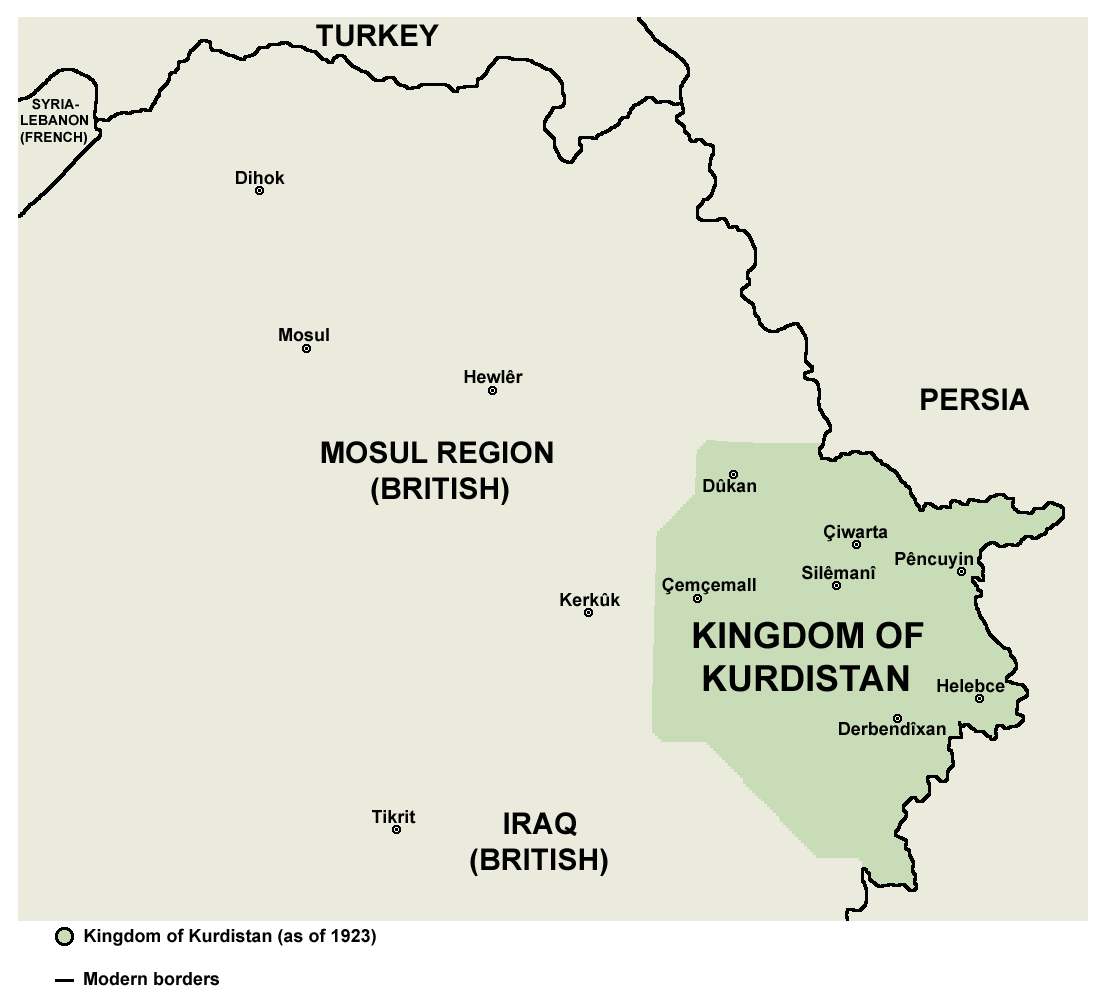
Королевство Курдистан на карте

Британская этнографическая карта 1910 года, где курды обозначены жёлтым цветом

XIX век в Курдистане отмечен рядом крупных восстаний эмиров Бабана против власти Османской империи. С 1806 по 1818 год проходило восстание под предводительством Абдурахмана-паши. В 1844 году поднял восстание Ахмед-паша. Восстание продолжалось в течение 3 лет, но потерпело поражение от коалиции османских сил и курдских племён. В 1847 году багдадский правитель Неджиб-паша разбил Ахмеда-пашу в битве недалеко от Коя. После этого область Шахрезур была присоединена к Османской империи. 1834—1850 годах произошло Второе завоевание Курдистана турками. Курдские княжества были ликвидированы. После боев с турками за независимость Южного Курдистана последний принц Абдаллах-паша оставил в 1850 году Сулейманию. В настоящее время в Юго-Восточном Курдистане живут многочисленные потомки бабанского рода.

### В XX веке

Флаг Королевства Курдистан

В период Первой мировой войны каждая сторона стремилась использовать курдский вопрос в своих интересах. В сентябре 1914 году османские войска начали вторжение в Иранский Курдистан. Курдские племена этого региона, поддавшись на агитацию войны против неверных, поддержали их, начав погромы христианского населения в Урмийском округе. Во время турецкой резни 1915 года произошёл первый случай, когда стало заметно деление курдов на езидов и иных. Сунниты вместе с турками проводили зачистки езидов, ассирийцев и армян, а впоследствии сами подверглись репрессиям и массовым депортациям. В 1915—1916 годах началась оккупация территорий Восточного Курдистана в Персии русскими войсками. 30 декабря 1918 года в Стамбуле основано Общество за возрождение Курдистана, ставившее целью создание курдского государства. Сразу после геноцида армян многие курды верили, что их постигнет та же участь, что и армян. Когда начались принудительная оседлость и депортации, власти тщательно следили за тем, насколько хорошо работает политика, запрашивая информацию о том, ассимилировались ли депортированные в турецкую культуру. Более того, крупнейший курдский город Диярбакыр был объявлен «Регионом тюркизации», и курды были депортированы из этого района, поскольку там планировалось поселить турок с Балкан. Курдам, депортированным из Диярбакыра, разрешалось возвращаться только с разрешения властей. В 1916 году около 300 000 курдов были депортированы из Битлиса, Эрзурума, Палу и Муша зимой в Конью и Газиантеп, и большинство из них погибло от голода. Большинство источников предполагают, что во время Первой мировой войны было депортировано до 700 000 курдов, из которых погибли около 350 000.
После Первой мировой войны в 1920 году по Севрскому договору было принято решение о создании независимого Курдистана. Первоначальной идеей англичан было образование в Мосульском вилайете федерации племенных курдских княжеств, но после создания англичанами Иракского королевства было решено присоединить вилайет к Ираку. 10 октября 1921 года курды объявили о создании Королевства Курдистан со столицей в Сулеймании. Шахом Курдистана стал Махмуд Барзанджи. Год спустя в курдских районах северного Ирака были обнаружены богатые месторождения нефти, из-за которых западные страны отказали в поддержке независимому Курдистану. Видимо, это сыграло решающую роль: для эффективной нефтедобычи англичане нуждались в стабильности и прочной государственной власти, которую племенные княжества обеспечить не могли. В ответ на это в сентябре 1922 года курды вновь провозгласили независимое Королевство Курдистан.
Согласно Лозаннскому договору от 1923 года, Курдистан был разделён между Турцией, Францией и Великобританией. В июле 1924 года британские войска положили конец существованию Королевства Курдистан.
Турция некоторое время выдвигала претензии на Мосульский вилайет, утверждая, что англичане оккупировали его незаконно, так как условия Мудросского перемирия 1918 года его не затрагивали. Вопрос был передан на рассмотрение Лиги Наций. 16 декабря 1925 года Совет Лиги Наций постановил оставить Мосульский вилайет за Ираком, приняв в качестве основы демаркационную линию (т. н. «Брюссельская линия»), установленную годом раньше.

В 1920-х годах основатель Турции Ататюрк в первые годы правления часто издавал указы и инструкции, содержащие слова «курды» и «Курдистан», но позже использование этих слов было под запретом. С 1916 по 1934 года османская, а позже турецкая власть, начали массово депортировать курдское население восточной Турции. Турецкий историк Исмаил Бешикчи подчеркивал влияние фашизма на эту политику, а итальянский историк Джулио Саппели утверждал:
«Идеалы Кемаля Мустафы Ататюрка означали, что военные действия против курдского населения всегда рассматривалась как историческая миссия, направленная на утверждение превосходства турок над курдами» 

Флаг Араратской Курдской Республики

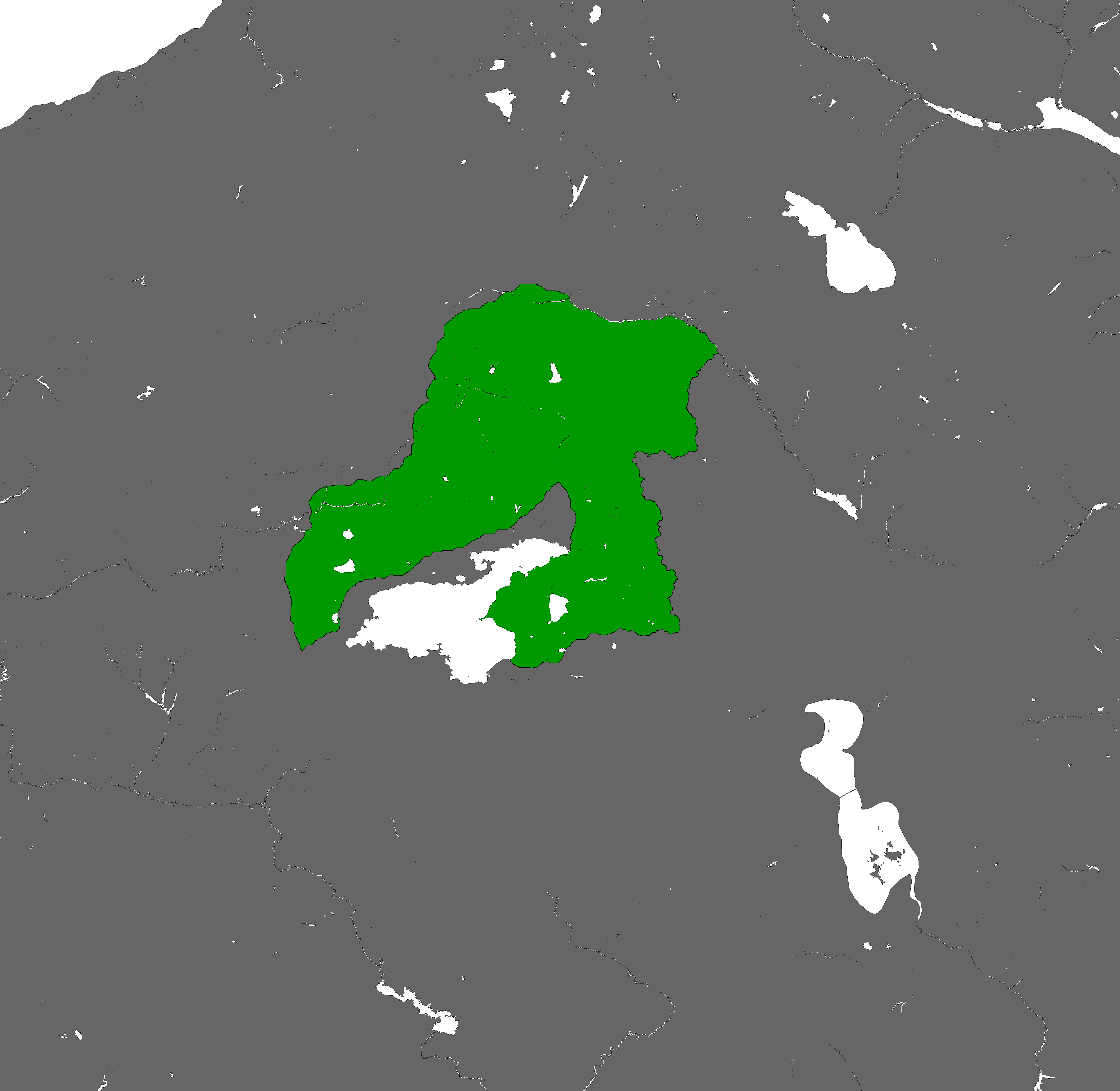
Араратская Курдская Республика на карте

Официальная политика новообразованной Турции заключалась в демонтаже традиционного курдского исламского племенного общества и институтов, а также в продолжении ассимиляционной политики. Следовательно, курды начали мобилизацию для сопротивления, и группа курдов во главе с полковником Халид-бей Джибрани ненадолго захватила город Бейтюшшебап. Несмотря на неудачу, восстание вызвало ещё большее недоверие и вылилось в восстание Шейха Саида в 1925 году, которое вынудило мобилизовать половину турецкой армии и побудило турок бомбить курдов. Государство Шейха Саида существовало 3 месяца, прежде чем было захвачено турецкой армией, а шейх Саид был казнен. Восстание было начато Шейхом Саидом при помощи сирийских курдов. Крайне правое крыло младотурок воспользовалось этой ситуацией и потребовало ужесточения наказаний, преследованиям подверглись даже проправительственные курды. К середине 1925 года правительство инициировало погром в Диярбакыре, казнив мирных жителей и сжигая деревни дотла, в результате чего в общей сложности было уничтожено около 206 деревень и погибло 15 200 человек. К концу 1925 года был принят новый закон о депортации, и курдская элита, насчитывающая около 500 человек, была депортирована в западную Турцию. В деревне шейха Саида были депортированы все мужчины, в результате чего 14-летний мальчик стал там самым старшим мужчиной. Последующие законы от мая 1926 года в дальнейшем позволили правительству депортировать курдов. Предполагая, что законы увенчались успехом, Турция ослабила ограничения и разрешила некоторым депортированным вернуться в 1929 году. Подобно предыдущему восстанию шейха Саида, курды горы Арарат восстали и основали Араратскую Курдская Республику. Курдская националистическая партия Хойбун сделала обращения к великим державам и Лиге Наций, а также послала сообщения другим курдам в Ираке и Сирии, чтобы попросить сотрудничества. Но так и не дождавшись помощи, уже в 1931 году республика прекратила своё существование. Следовательно, турецкий парламент обсудил новые методы угнетения курдов. В 1934 году был принят, который запретил использовать курдский язык публично и разрешил поселение турок в курдском регионе. В 1940-х годах большинство выживших депортированных курдов получили амнистию и вернулись в Курдистан.

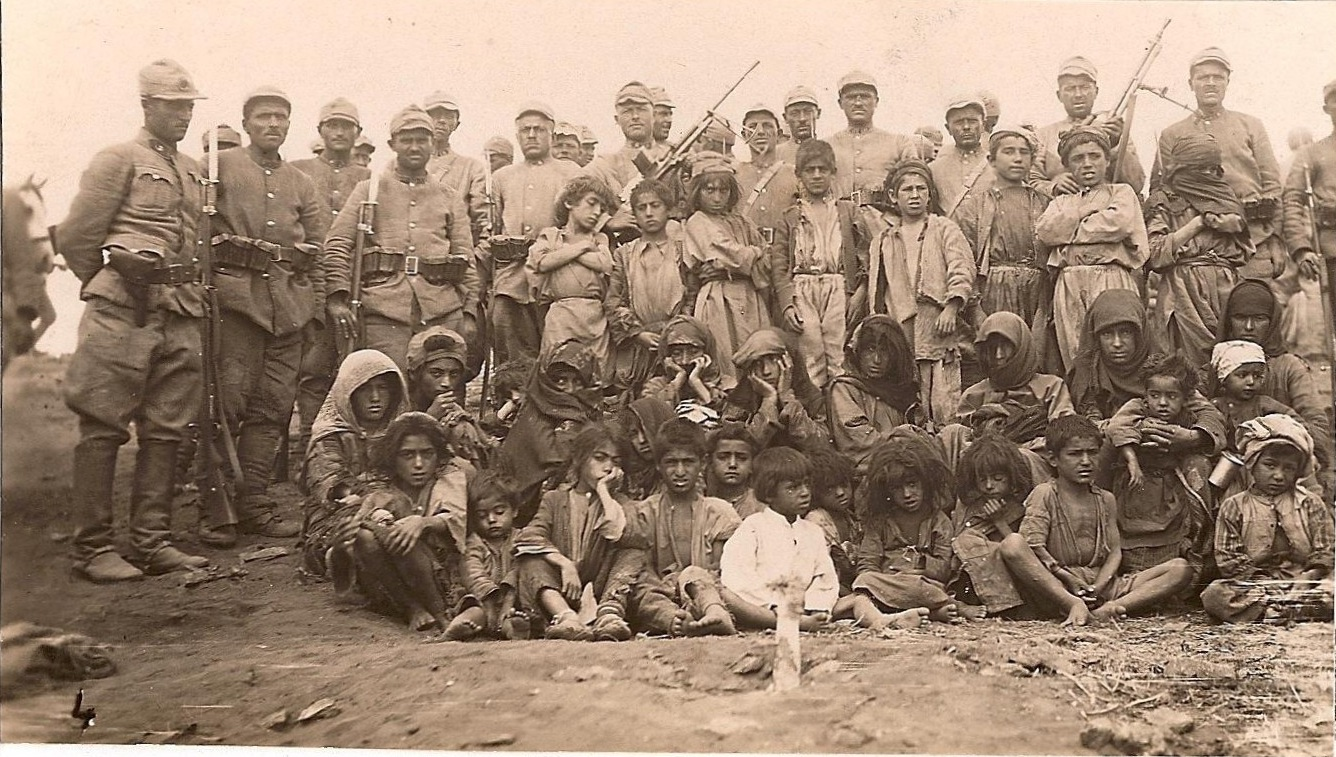
Турецкие солдаты с племенными местными женщинами и детьми перед казнью, 1938 год

В 1937 и 1938 годах, после событий дерсимского курдского восстания, вооружённые силы Турции жестоко подавили повстанцев, устроив массовые погромы и чистки среди гражданского. В результате по разным данным было убито от 13606 до 70000 гражданского населения.
Район Мехабада, известный у курдов под названием «Мукринский Курдистан», был оккупирован Красной армией в августе 1941 года в соответствии с британско-советскими договорённостями о совместной оккупации Ирана; однако затем советские войска были отведены севернее, к линии Ушну — Миандоаб. Со своей стороны, британцы оккупировали районы до линии Сердешт — Секкез, которая была признана разграничительной между советской и британской зонами. Таким образом, территория между Секкезом и Миандоабом оказалась «нейтральной зоной», впрочем, входящей в советскую сферу влияния. Фактическим правителем этой территории оказался Кази Мухаммед, занимавший должность кази (духовного и светского судьи) и градоначальника города Мехабад. Кази Мухаммед был тесно связан с националистической организацией «Жиине Курдистан» («Жизнь Курдистана»), в просторечии именовавшейся обыкновенно «Комала» («Комитет»); с 1942 года он её возглавил.

Флаг Мехабадской республики

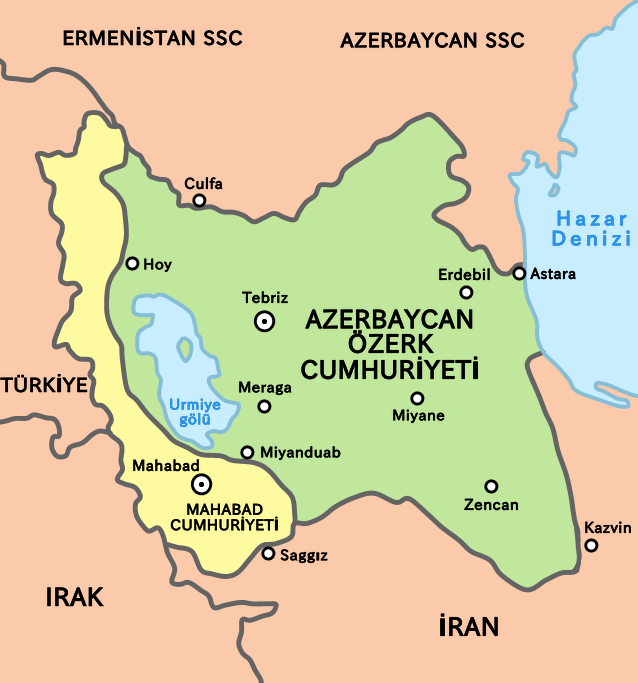
Мехабадская республика (Республика Курдистан) на карте

22 января 1946 года была провозглашена «Республика Курдистан», вошедшая в историю как «Мехабадская республика». Произошло это на массовом митинге на центральной площади города «Чарчара» («Четырёх фонарей»). Были немедленно спущены иранские флаги, а Кази Мухаммед объявил в своей речи, что курды — отдельная нация, живущая на собственной земле, и, как все нации, имеет право на самоопределение. Над зданием градоначальства был поднят флаг, в 1944 году принятый как общенациональный курдский: красно-бело-зелёное полотнище с изображением солнца и книги в обрамлении колосьев (впоследствии книга и колосья с эмблемы исчезли, трёхцветный флаг с солнцем поныне считается курдским национальным флагом). С наступлением весны остро встал вопрос о защите республики от возможных враждебных акций со стороны Тегерана. Верхушка местных племён не могла являться надёжной опорой. Главной опорой правительства Кази Мухаммеда стало эмигрировавшее из Ирака племя барзан; 2 тысячи барзанцев во главе с военным лидером племени Мустафой Барзани составили костяк вооружённых сил республики. Договорённость между Барзани и Кази Мухаммедом была достигнута 21 или 22 марта во время праздника Навруза. Было решено создать ополчение из мужчин от 15 до 60 лет; Барзани был назначен главнокомандующим, ему был присвоен генеральский чин. Он немедленно сформировал из своих людей 3 батальона по 500 человек под командованием курдов — кадровых офицеров иракской армии. С этими силами и ополчением местных племён (8800 пехотинцев и 1700 всадников) Барзани выступил под Секкез и 29 апреля успешно отбил наступление иранцев на высоты Карава, захватив 120 пленных, 17 пулемётов и 2 орудия. 16 декабря 1946 года Мехабадская Республика (Республика Курдистан) была ликвидирована иранской армией, а 30 марта 1947 года Кази Мухаммед, его брат Садр Кази и министр обороны Мехабадской республики Сейф Кази были повешены на площади Чарчара.

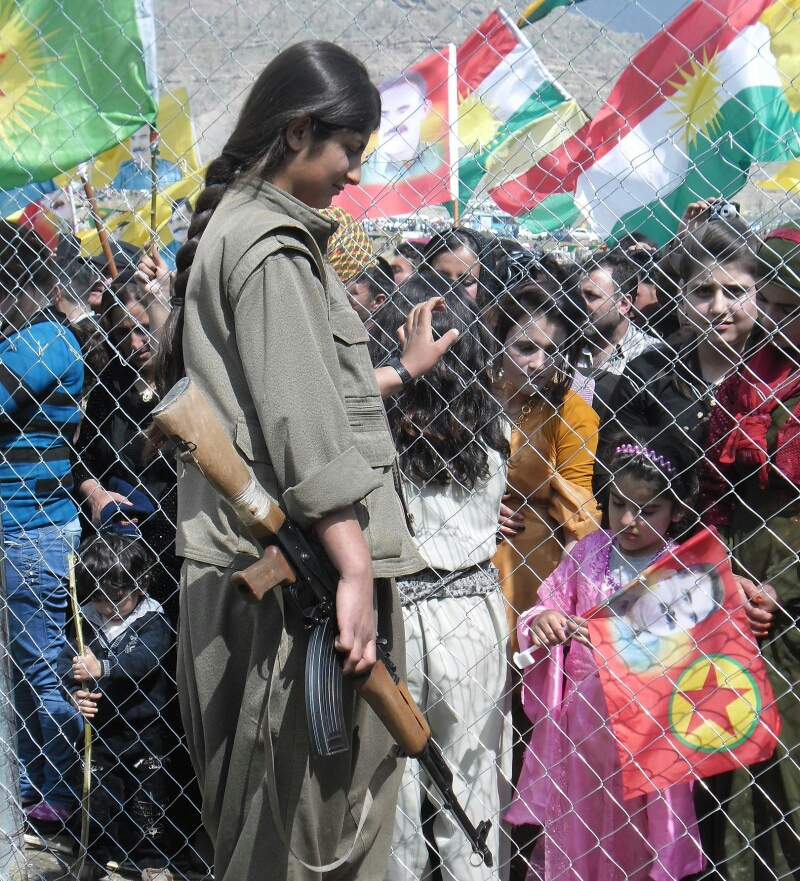
Курдянка из Рабочей партии Курдистана, 2014 г.

Во время относительно открытого правительства 1950-х годов в Турции курды получили политические должности и начали работать в рамках Турецкой Республики для продвижения своих интересов, но этот шаг к интеграции был остановлен государственным переворотом 1960 года. 1970-е годы произошла эволюция курдского национализма. В 1978 году курдские студенты сформируют воинствующую сепаратистскую организацию РПК.

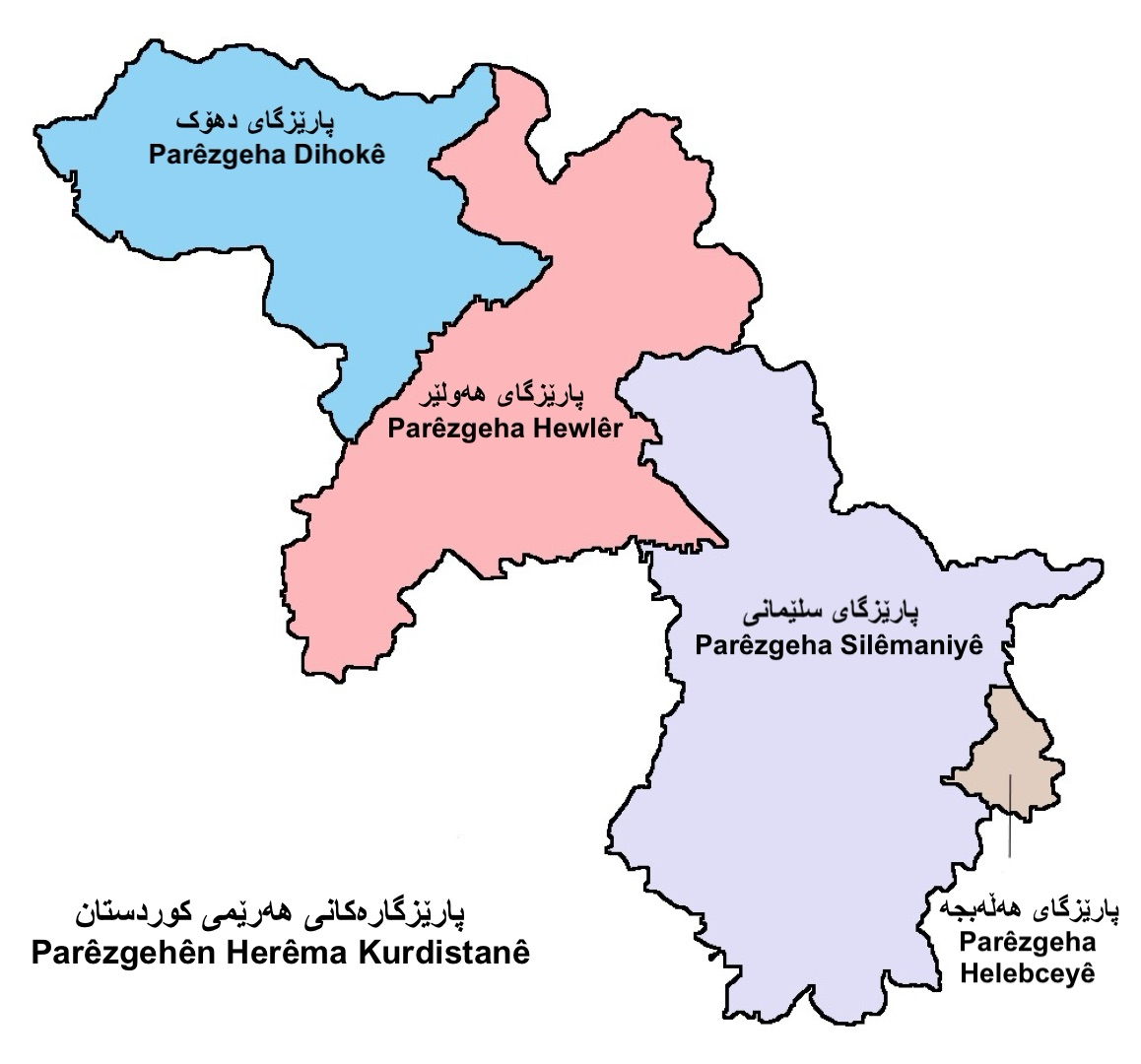
Административное деление Южного Курдистана в Ираке

С началом ирано-иракской войны Южный Курдистан становится полем боя между иракцами, с одной стороны, иранцами и поддерживаемыми ими иракскими курдами — с другой. 22 июля 1983 года иранцы вторглись на его территорию, а уже к октябрю, при активной поддержке ДПК и ПСК, контролировали 400 км² в районе Пенджвина. Новое иранское наступление в Курдистане началось в марте 1987 года; иранцы и курды дошли до Сулеймании, но были остановлены на подступах к городу. Однако в мае 1988 года иракские войска вытеснили иранцев из Курдистана. В ходе этих боёв иракцы активно применяли химическое оружие как против курдских военизированных отрядов, так и против населённых пунктов (особенно известна газовая бомбардировка Халабджи 16 марта 1988 года) На заключительном этапе войны (1987—1988 года) Саддам Хусейн предпринял «чистку» Курдистана, известную как операция «Анфаль». 182 тыс. курдов было «анфалировано» (вывезено на армейских грузовиках и уничтожено), ещё 700 тыс. депортировано из Курдистана в особые лагеря; по подсчётам Масуда Барзани к 1991 году из 5000 населённых пунктов в Курдистане было уничтожено 4500. Деревни и небольшие городки сносились бульдозерами; для того чтобы сделать среду непригодной для обитания, вырубались леса и бетонировались колодцы, Так например был полностью уничтожен в июне 1989 года 70-тысячный город Кала-Диза (район Ханекин): население было изгнано, все строения взорваны динамитом и сровнены бульдозерами, так что на месте города осталось только три старых дерева. Сразу же после окончания войны Саддам Хусейн начал массированное наступление на пешмерга (25—30 августа 1988 года), в ходе которого полностью вытеснил их из Ирака в Иран. Всего было убито 5 тыс. человек, 100 тыс. жителей бежало в Турцию.
Автономия Южный Курдистан (официально — Регион Курдистан), основанная 19 мая 1992 г. , была официально признана новым иракским правительством в 2005 году в новой иракской конституции, а районы, управляемые ДПК и ПСК, воссоединились в 2006 году, превращение Курдистана в единую администрацию. Это воссоединение вызвало курдских лидеров и курдского президента Масуд Барзани сосредоточиться на привлечении курдских районов за пределами Курдистана в регион и создании здоровых институтов.
Согласно Проекту гуманитарного права, турецким правительством было уничтожено 2.400 курдских деревень и казнено 18 тыс. курдов. По другим оценкам, число разрушенных курдских деревень превышает четыре тысячи. В общей сложности до 3 млн курдов были перемещены. Нестабильность в регионе побуждало курдов мигрировать с родных земель. По оценкам, больше трети курдов Турции проживают на западе страны. В 2008 г. Управление статистики Турции сообщило, что численность курдов в Стамбуле, которые поселились в городе за последние 50 лет, составляет 3.358 тыс. человек.
В начале 1990-х годов Турция начала программу по приему иммигрантов турок-месхетинцев, с заселением их в Северный (Турецкий) Курдистан, главным образом в провинцию Игдыр, где было размещено 150 семей. Это привело к напряжённой ситуации, вызванной недовольством компактно проживающего в этой зоне курдского населения, и программа была приостановлена.

### В XXI веке

- Территория Сирийского Курдистана под контролем курдской администрации на ноябрь 2023 г.

В 2012 году произошло создание Рожавы (Сирийский Курдистан), курдской автономии на севере Сирии. Фактическую автономию под управлением Высшего курдского совета регион приобрёл в 2012 году, после подписания в Эрбиле соглашения между двумя ведущими политическими силами сирийских курдов — «Демократическим союзом» и Курдским национальным советом. В ноябре 2013 года партия «Демократический союз» и её союзники на фоне военных успехов в борьбе против ИГИЛ заявили о создании «переходной гражданской администрации» для этого региона. В настоящее время Сирийский Курдистан контролирует семь регионов — Африн, Джизре, Евфрат, Эр-Ракка, Эт-Табка, Манбидж и Дейр-эз-Зор.
Согласно конституции, Сирийский Курдистан — светская полития, основанная на демократических конфедералистских принципах демократического социализма, либертарного муниципализма, прямой демократии, анархизма и гендерного равенства.
Сторонники её конституции утверждают, что не стремятся к независимости Курдистана, предлагая свою систему как образец для федерализации Сирии в целом. Наиболее влиятельная политическая сила в регионе — партия «Демократический союз» (PYD), составляющая с союзниками основу системы местного самоуправления — «Движения за демократическое общество». В 2016—2019 годах турецкие войска и поддерживаемые ими вооружённые формирования сирийской оппозиции оккупировали часть территории Сирийского Курдистана в результате ряда военных операций против курдских формирований, которые Турция считает террористическими. В октябре 2019 года по договорённости с Рожавой на территории, контролировавшиеся курдами, были введены сирийские правительственные войска, вышедшие на сирийско-турецкую границу. Курдские отряды самообороны были выведены за пределы 30-километровой зоны от границы. Безопасность в этой зоне поддерживает российская военная полиция, патрулирующая зону совместно с турецкой армией.
В 2015 году в Турцию прибыло 1,6 тысяч месхетинских беженцев из Донбасса, которые были расселены в районе Узюмлю провинции Эрзинджан и районе Ахлат курдонаселённой провинции Битлис. Последнее вызвало недовольство местного курдского населения, усматривающего в этом попытку властей повлиять на демографическую ситуацию в регионе.
В сентябре 2017 года проводился референдум о независимости Курдистана в Ираке. Багдадские официальные лица, а также правительства Ирана и Турции очень нервно отреагировали на проведение референдума. Центральное правительство Ирака объявило о закрытии обоих международных аэропортов в автономии — в Эрбиле и Сулеймании. Оба сопредельных государства, имеющих большой процент курдского населения в приграничных областях, также закрыли своё воздушное пространство для полётов в направлении Иракского Курдистана — таким образом автономия оказалась в полной блокаде. Турция кроме того направила войска и танки в приграничные районы. Согласно объявленным 27 сентября итогам референдума, 72 % из 8,4 млн избирателей, имевших право принять участие в голосовании, воспользовались им. Из них 92,73 % проголосовали в пользу независимости Курдистана. Иракское правительство 27 сентября объявило о непризнании итогов референдума. Более того, оно назвало необходимой предпосылкой для начала любых переговоров с Курдистаном его денонсацию. В тот же день парламент Ирака проголосовал за предоставление премьер-министру Аль-Абади необходимых полномочий для мирного либо силового освобождения контролируемых курдами районов, не входящих в состав автономии. Прежде всего речь идёт о богатом нефтью Киркуке, оставленным иракскими войсками боевикам Исламского государства в 2014 году и позднее освобождённым курдскими военными формированиями. По состоянию на вечер 27 сентября, ни одно государство мира не признало независимость Курдистана. 2 октября парламент Ирака принял резолюцию, которая обязывает министерства и госучреждения страны временно прекратить все финансовые операции с курдским регионом. 7 октября Багдад начал блокаду Южного Курдистана, запретив финансовые операции и международное авиасообщение с регионом. К санкциям также готовы подключиться Иран и Турция. 16 октября 2017 года взят Киркук и окружающая территория, нефтяные поля иракской армией и шиитским ополчением.

### Гипотезы происхождения курдов

#### Арийская гипотеза
Версию о происхождении современных курдов от населявших Северную Месопотамию и Иранское плато куртиев подтверждают также античные источники (др.-греч. Κύρτιοι, лат. Cyrtii). В частности, сообщается о племени куртиев, издревле обитавших в Персии. Куртии населяли горные области стыка Персии и Атропатены Мидийской, а также Армянское нагорье и Курдистан, Прикаспийские области и Иранский Азербайджан и были скотоводческим и разбойничьим племенем. Согласно В. Минорскому, во времена древнеперсидской монархии курды, по-видимому, входили в состав провинции Армения, где они жили в области Кордуена. Гипотеза о том, что протокурдские племена имели мидийское происхождение, основывается на арабских источниках, где подтверждается, что по причине давления Арабского халифата курдам («курдани») пришлось мигрировать с территории исторического Малого Мидии (Атропатены) в южные провинции Армянского нагорья.
Согласно предположениям учёных (в частности О. Л. Вильчевского), территория Южного Курдистана (треугольник Эрбиль—Киркук—Сулеймания в горах Загроса) стали местом формирования современного курдского этноса из ряда живших здесь иранских (мидийских) племён.
Историк XVII века Закарий Канакерци сообщал, что «Мары, то есть курды, (живущие) по ту сторону горы Масис, объединились и вздумали двинуться на долину Шарура…».
Аракел Даврижеци (XVII в.) под «Страной маров» (также и персы Курдистан знали как Марастан) подразумевал Курдистан, а в «племенах маров» видел, соответственно, курдов. По словам К. Хачатурова, «мар» — древнепарсийская форма названия «мидянин». Хотя у армян также встречается наименование «мидянин», но употребительнее приведённая форма «мар» или иначе «мараци». Далее автор, основываясь на «Истории Армении» М. Хоренского пишет об Астиаге (Аждахаке) как царе курдов. На страницах (142 «а», «б») старинной армянской рукописи под № 1495, хранящейся в институте древних рукописей («Матенадаран») Армении, армянский географ подчёркивает, что мидийцы — те же самые курды. Согласно источнику, «жители той страны курды, (которые) называются мидийцами». В другом армянском источнике содержится сообщение о посещении 19 мая 1426 г. курдами церкви Цпн: «народ мидийцев, которые называются курдами, пришли на заре…».

Писатель Раффи, перечисляя крупные курдские племена мукри, такури, милан, хайдаран, шави, джалали, реванд, бильбас, мамекали, артоши, шекаки, архи и общину езидов, пишет:
Они все мало отличались друг от друга своим характером и обычаями, говорили они все на различных диалектах мидийского языка
Российский языковед армянского происхождения Александр Макарович Худобашев, опираясь на высокий авторитет других армянских историков (Чамчьян, «История Армении»; Индиджян, «Географическое описание всей земли армянской и её жителей»), пишет, что «курды произошли от мидян, известных между армянами под общим названием Марк. Курдами они называются потому, что, во времена существования древнего Армянского царства, жили в той части Армении, которая называлась тогда Кордрик или Корд, а ныне называется Курдистаном». В этом произведении сообщается, что Абдулла-паша перед началом штурма Ереванской крепости «послал за помощью к марам (курдам), которые… прислали 35 тысяч воинов…».
Востоковед Владимир Минорский писал, что курды — одни из самых древних жителей Востока, и вероятнее всего, одни из прямых наследников мидян. Русский этнограф и кавказовед германского происхождения Евгений Густавович Вейденбаум (1845—1918) подмечал: «курды известны с древнейших времён, как обитатели Мидии — нынешнего Курдистана».
По другой теории, этноним имеет сирийское происхождение от наименования парфян. Игорь Дьяконов подмечает, что область «Парфия… была не более чем „окраиной“ Мидии; ряд областей, впоследствии парфянских (например, Хоарена, Комисенм), были чисто мидийскими». Профессор Михаил Трофимович Качевский (1775—1842) в статье «О курдах турецких и персидских» указывает: «курды — потомки древних парфян, расселившиеся по Ассирии и Месопотамии», «на сирийском языке парфяне назывались керад — словом, которое после трансформировалось в курды».
Согласно исследованиям Д. Н. Маккензи, курдский вместе с белуджским из всех северо-западных иранских языков обнаруживают наибольшую близость к юго-западным языкам (персидскому и его ближайшим родственникам). По данной теории, эта близость отражает существование персо-курдско-белуджского единства в центральном Иране (Мидии), при этом протокурды изначально населили гористые земли Луристана к западу от Исфахана. Существующие в горах Загроса переходные говоры между южнокурдским и луро-бахтиарскими диалектами могут считаться «мостом» между курдским и персидским языками.

#### Хурритская гипотеза

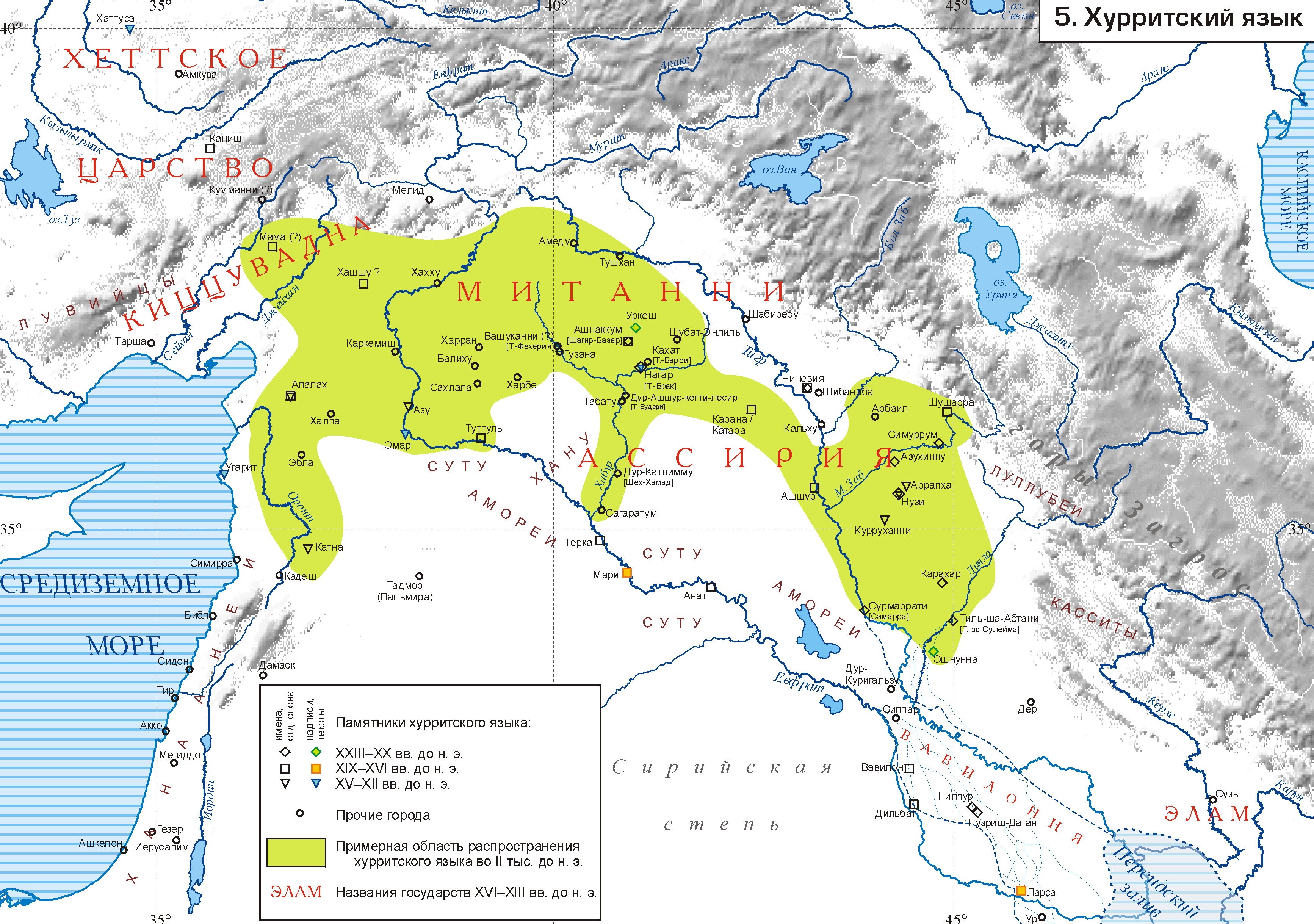
Распространение хурритского языка во II тыс. до н. э.

Рассматривается и то, что курды возникли на основе хурритов, ассимилированных мидийцами и унаследовавших видоизменённый мидийский язык, но с добавлением некоторых хурритских слов. В пользу этой гипотезы, как считалось ранее, говорило наличие в курдском языке эргативной конструкции, свойственной также хурритскому языку, но не свойственной ни фарси, ни другим индоевропейским языкам, однако, по современным данным, эргативная конструкция в курдском языке — позднее явление.
Во всяком случае, очертания территории проживания курдов (Курдистан) практически совпадают с территорией древних хурритских царств. Французский лингвист Арно Фруне, американский лингвист Аллан Р. Бомхард, и ряд других авторов, изучавших хурритский язык, относят этот язык к индоевропейской языковой семье и считают его далёким предком курдского языка. Само слово «Kurd» они возводят к названию «𒄷𒌨𒊑» (транслитерация: Ḫu-ur-ri): хурриты—куриты—курты. Хурритско-кутийское влияние сохранилось в топонимах Курдистана, 75 % названий курдских племён (бухти, тиракан, базайни, бакран, манд), 60 % названий городов, рек и озёр (Мардин, Зивия, Динавар, Барзан) имеют хурритское происхождение.
Мидийцами были также ассимилированы племена гутиев и луллубев, которые в прошлом населяли территории современного Курдистана, и впоследствии вошедших в этногенез курдов.

## Этническая структура и язык

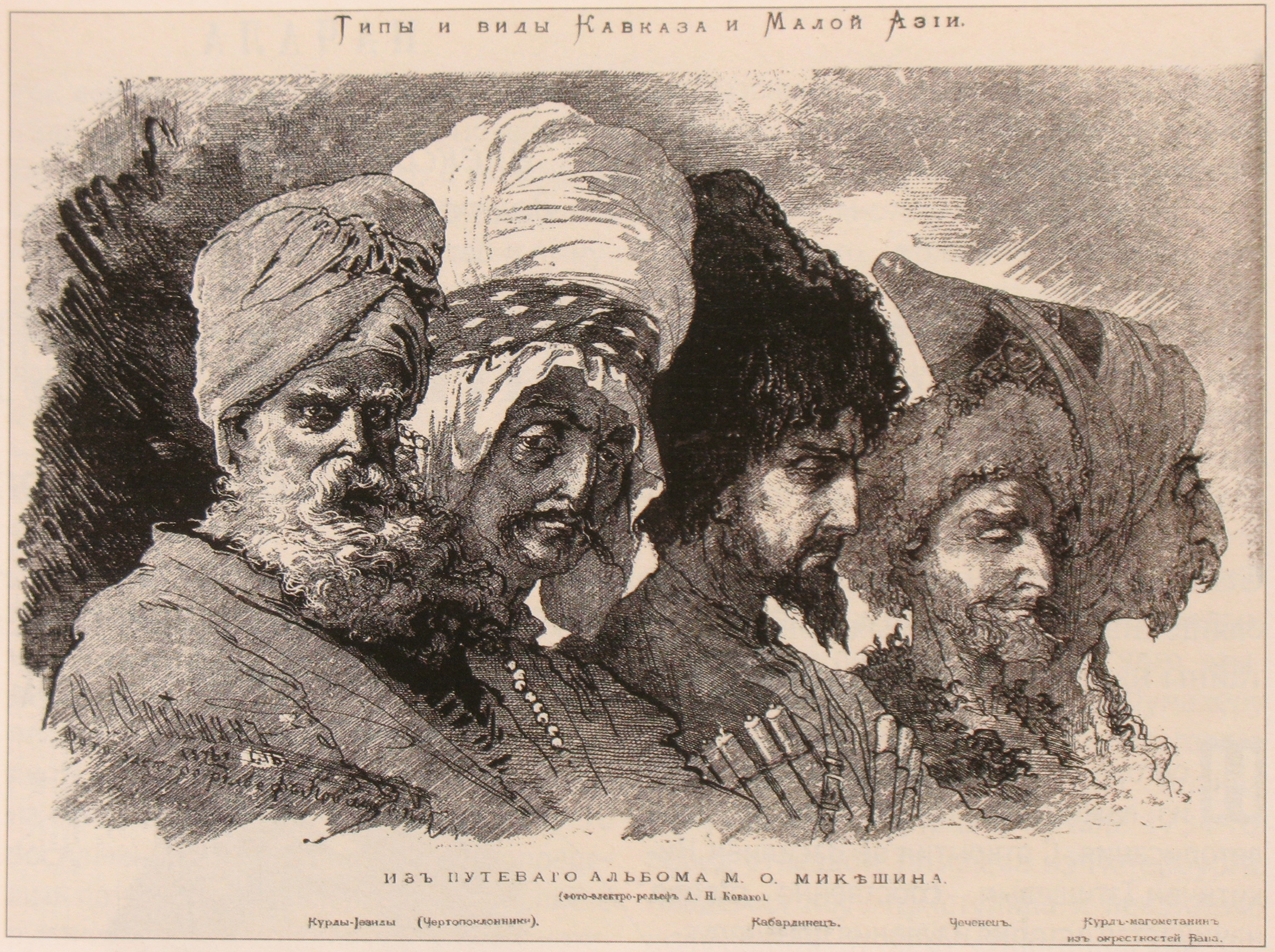
М. Микешин. Слева направо: два курда-езида, кабардинец, чеченец и курд-мусульманин из окрестностей Вана. 1876 г.

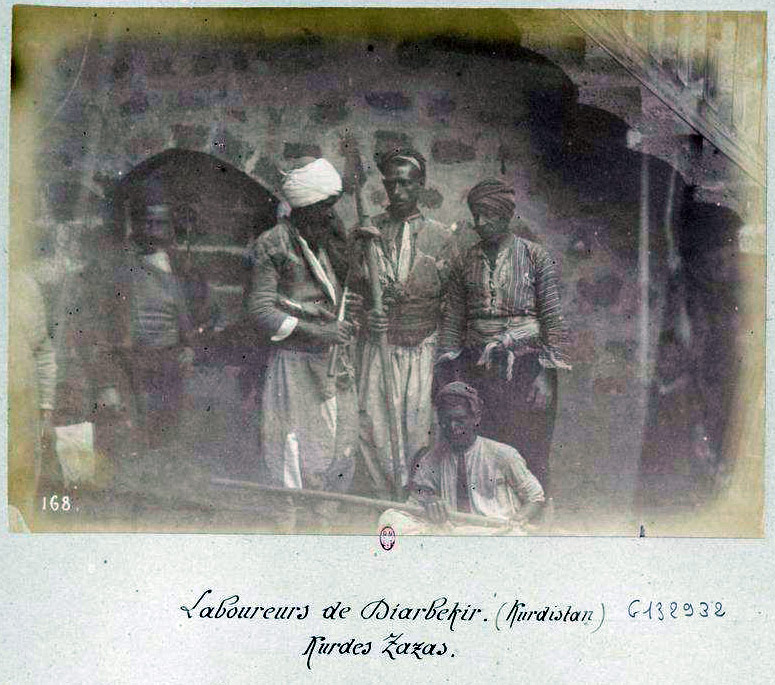
Рабочие курды-заза в Диярбакыре, 1881 г.

### Субэтносы
- Зазы — этноязыковая группа курдов[78][163], проживающая в восточной части Турции. Говорят на диалекте зазаки. Не отличаются по религии и быту от остальных курдов[164].
  - Некоторые учёные считают зазов отдельной от курдов этнической группой. Такая точка зрения поощряется властями Турции как соответствующая политике «разделяй и властвуй»[165].

- Гораны — этноязыковая группа[166] курдов[167][168] на севере Ирака[169] и в западном Иране. Говорят на наиболее архаичном[167] курдском диалекте горани.
  - Большинство исповедуют ярсанизм (шиизм), меньшинство — суннизм[170]. Крупная община горанов — шабаки[171] — также проживает к востоку от города Мосул[172].
- Езиды — этноконфессиональная группа курдов, последователи религии езидизм, в основном проживают на севере Ирака (Южном Курдистане). Представители говорят на курманджи.
  - Религиозная община начала своё формирование в XII веке из центральнокурдских племён. Их формирование завершилось к XIV веку[173][174].
- Хорасанские курды — этнотерриториальная группа курдов, проживающая в Хорасане (в основном, в Северном Хорасане).
  - Были депортированы во времена правления династии Сефевидов для защиты границ Персии от тюркских кочевников.

Группы другого происхождения (этногенетические), но сильно интегрированные в курдскую общность (курдизированные группы):
- Лахлухи — этногенетическая группа курдов, так называемые курдские евреи, жившие до 1950-х годах в центральном Курдистане. Потом почти все переселились в Израиль.
  - В настоящее время численность оценивается до 300 000 тыс. человек. Из-за долгого проживания среди курдов, были значительно курдизированы.
- Мыртывы — этногенетическая группа (племя) курдов, по происхождению являющиеся частью армянских цыган, чьи предки были ассимилированы курдами.
  - Исторически жили в западном Иране к северу от Урмии и на Араратской равнине. Соседними турками называются карачадырлами — «чернопалаточниками».
- Чечен — этногенетическая группа (племя) курдов, чьи предки, чеченцы по происхождению, нашли убежище в Курдистане во время Кавказской войны.
  - В XIX веке беженцы с Кавказа бежали в Курдистан, где осели, впоследствии ассимилировшись среди курдского доминирующего населения.
- Кересунни — этногенетическая группа (племя) курдов, тюрки по происхождению, проживающие на юго-западе Хоя в Восточном Курдистане.
  - Считается, что они происходят от туркменского племени чепни, которые были поселены в Курдистане властями Османской империей для борьбы с кызылбашами
- Наввари — этногенетическая группа (племя) курдов, домари по происхождению, проживающие в северной части Сирии в провинции Халеб[177].
  - Родной язык общности — курдский. Идентифицируют себя также курдами. Ведут полукочевой образ жизни, перемещаясь в пределах страны.

Также в Курдистане исторически фиксировались многочисленные курдоговорящие семьи болгар, ассирийцев, халдеев, армян, туркоман и азербайджанцев (часть племени баят и карапапахов), которые нередко даже носили курдскую одежду, но они не формировали отдельные племена и общности, поэтому этногенетическими группами назвать их тоже нельзя.

### Родоплеменное деление

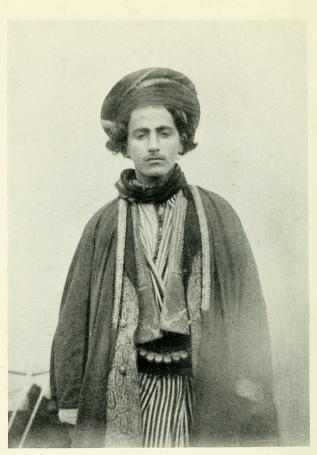
Портрет вождя курдского племени Джаф. Ок. 1914 г.

Курды имеют развитое родоплеменное деление (схожая с делением белуджей, луров и пуштунов), представляя собой совокупность многочисленных племён, называемых вслед за своими эпонимами. Племенная принадлежность до сих пор очень важна в социальных отношениях в традиционном курдском обществе. Если курд не знал своей генеалогии и племени, то его сразу же считали безродным человеком, это можно наблюдать и сейчас во многих уголках Курдистана.
Курдских племён насчитывается более тысячи, самым крупным является племя Джаф (جاف ) — более четырёх миллионов представителей. Также есть и малые племена, информация о которых малоизвестна и передаётся устно поколениями. Благодаря родоплеменному устройству курды смогли отстоять свою этническую самобытность от вечно вторгавшихся орд завоевателей наводнявших земли Месопотамии. Деление этноса на племена несёт функцию скелета, на который можно наращивать мышцы и тем самым набирать силу для борьбы с окружающей средой.
Курдский персоязычный историк XVI века Шараф-хан Бидлиси писал, что курдов можно условно разделить на четыре ответвления (племенные объединения), чья разновидность языка и быт различаются:
- курмандж;
- лур;
- калхор;
- горан;

Все эти группы произошли от одного корня, но были разделены по каким-либо причинам. Например, луры в далеком прошлом перешли на среднеперсидский язык, потеряв свой локальный курдский. С начала XX века их, как правило, уже не включают в состав курдов. По мнению Майкла М. Гюнтера, луры отличаются от курдов уже более тысячи лет, добавляя, что Шараф-хан Бидлиси упомянул две лурских династии среди пяти курдских, которые в прошлом пользовались королевской властью или высшей формой суверенитета. Шараф-хан посвящает главу своей книги 1597 года правителям Лурестана, считая их курдами. На южнокурдский значительно оказал влияние новоперсидский язык. Калхор (вместе с лак, файл, кордал и другими более мелкими племенами) составляют сильно дифференцированную южнокурдскую языковую общность, объединяющуюся с горанами и смыкающуюся с лурами на юге. Южные курды населяют иранские останы Керманшах, Лурестан и Илам, а также прилегающие районы на востоке Ирака.
Курмандж — основное надплеменное самоназвание большинства курдов — центральных и северных, включая курдов-заза. По сути оно аналогично термину «курд». Тем не менее, в научной литературе термином «курмандж» обычно обозначают только курдов, говорящих на северном диалекте, а за «центральных» курдов (курд. Kurmancî Xwarû «южные курманджи»), населяющих районы Эрбиля, Сулеймании и Восточного Курдистана (Иран) с прилегающими областями, закрепилось название сорани, в честь бывшего курдского эмирата Соран. Носители зазаки часто называют себя с диалектным произношением — kırmanc и kırd.

### Язык

Примерное распределение курдских диалектов:
Севернокурдский (Курманджи)
Центральнокурдский (Сорани)
Южнокурдский (вкл. Лаки)
Заза-горани (Зазаки & Горани)
Смешанные зоны

Ку́рдский язы́к (курд. زمانێ كوردی, Zimanê Kurdî) — национальный язык курдов, государственный язык в Регионе Курдистан, Республике Ирак (наряду с арабским) и Рожаве. Также признан в Иране региональным языком (провинции Курдистан), а в Армении — языком меньшинства. Курдский является одним из самых больших языков по числу слов в мире и первым по количеству лексики на Ближнем Востоке. Литературный язык сложился к XI веку н. э..
Современная курдская диалектология выглядит следующим образом:
- Севернокурдский (курманджи[188]):
  - Северный говор
  - Северо-западный говор
  - Южный говор
  - Юго-западный говор
  - Юго-восточный говор (литературный)
  - Хорасанский говор
  - Анатолийский говор
  - Батумский говор
- Центральнокурдский (сорани, южный курманджи):
  - Бабани (литературный)
  - Мукрияни
  - Джафи
  - Хавлери
  - Гермияни
  - Ардалани
- Южнокурдский (пехлевани):
  - Калхори
  - Файли
  - Кордали
  - Абдуи
  - Биджари
  - Корваи
  - Коляи
  - Билавари
  - Динавари
  - Саханаи
  - Майани
  - Бистуни
  - Чихри
  - Паураванди
  - Кирмашани
  - Санджаби
  - Халесаи
  - Чемчемали
  - Касри-Ширини
  - Сарпули-Зухави
  - Харасами
  - Ивани
  - Аркевази
  - Шехвани
  - Илами
  - Салихабади
  - Рикаи
  - Бадраи
  - Меликшахи
  - Мехаси
  - Михрани
  - Ханекини
  - Мендели
  - Душейхи
  - Капрати
  - Вармизяри
  - Зурбати
- Лаки (нередко рассматривают как разновидность южнокурдского)
  - Пошт-е кух
  - Пиш-е кух
  - Беранвени
  - Шехбизинки
  - Харсини
  - Силахури
- Заза-горани
  - Зазаки (кырдки)
    - Кырманджки
    - Дымлики

  - Горани:
    - Шабаки
    - Баджалани
    - Хаврами
    - Сарли
    - Кандули
    - Шехани

Большинство курдов является билингвами и владеет основным языком государства проживания: турецким, арабским, персидским и другими. Тюркизированные и арабизированные курды почти или совсем не говорят по-курдски.

### Генетические исследования

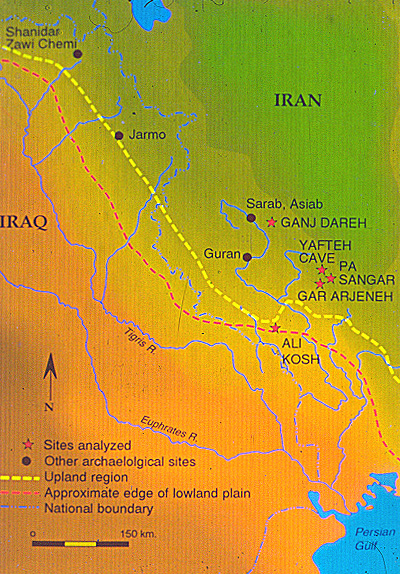
Местоположение Ганджи-Даре и других центров раннего скотоводства

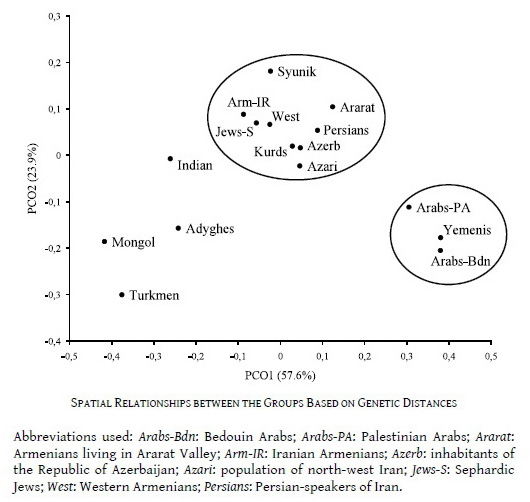
Пространственные отношения между этническими группами, на основе генетических расстояний народов Ближнего Востока

Генетический анализ показывает, что курдский народ тесно связан с азербайджанским, армянским, грузинским и еврейским народами, имеющими некоторых общих предков в северной части Ближневосточного региона. Луры, населяющие территории южнее Курдистана, тесно связаны с курдами, и, как предполагается, имеют полностью курдское, либо же комбинативное эламито-курдское происхождение. К родственным курдам народам также относят белуджей, талышей и другие ираноязычные народы северо-западного Ирана.
Курдский народ обладает гетерогенным происхождением. Так, согласно одному из генетических исследований, курды имеют следующее происхождение:
- 32,4 % — скотоводы центрального Загроса (Ганджи-Даре, Керманшах, Западный Иран), период Неолита (около 9500 лет до н. э.[195]);
- 22,2 % — малоазийские скотоводы (Анатолия, Турция), период Неолита (около 9500 лет до н. э.[195]);
- 19,0 % — скотоводы Северной Месопотамии (Ирак), период Докерамического неолита (10000 — 8800 г. до н. э.);
- 14,0 % — индоевропейские племена (Поволжье, Россия), период Самарской культуры (V тысячелетие до н. э.);
- 12,0 % — кавказские охотники-собиратели (Грузия, Иран), период Неолита (около 8000 года до н. э.);
- 0,4 % — неолитические фермеры северного Китая (Бошань, Китай), период Неолита (6500—5500 гг. до н. э.).

#### Гаплогруппы
ДНК данные курдов из трёх стран (Турция, Ирак и Иран) показывают следующие результаты:
- Y-хромосомные гаплогруппы турецких курдов: J2-M172=19,9 %, F*-M89=14,3 %, R1a1-M17=12,4 %, R1-M173=11,2 %, J1-M267=11,2 %, P-M45=10 %, T-M70=4,8 %, E1b1b1a-M78=4 %, E1b1b1c-M123=4 %, G-M201=2 %;
- Y-хромосомные гаплогруппы иракских курдов: J2=28,4 %, R1b=16,8 %, I=16,8 %, R1a=11,6 %, J1=11,6 %, E1b1b=7,4 %, G=4,2 %, T=3,2 %;
- Y-хромосомные гаплогруппы иранских курдов: J=60,0 %, E=12,0 %, G=8,0 %, L=8,0 %, R2a=4,0 %, I=4,0 %, C=4,0 %

### Антропология
Все курды относятся к южной ветви европеоидной расы. Для курдов характерны следующие фенотипы:
1. Переднеазиатский;
2. Иранидный;
3. Норд-иранидный;
4. Робус иранидный;
5. Каспидный;
6. Анатолидный;
7. Азиатско-альпинидный.

| Признаки                     | Санджак Мосул | Санджак Шехр-и Зор | Санджак Сулеймания | Общий   |
| ---------------------------- | ------------- | ------------------ | ------------------ | ------- |
| Средний рост                 | 169           | 169.3              | 168.3              | 168.8   |
| Светловолосые                | 2 %           | 2 %                | 2 %                | 2 %     |
| Цвет кожи                    | III           | III                | III                | III     |
| Головной указатель           | 79.6          | 78.5               | 78.3               | 78,8    |
| Высотно-продольный указатель | 77-77.5       | 72.5-75            | 72.5-75            | 74-75,8 |
| Лицевой указатель            | 86-90         | 88-93              | 90-96              | 88-93   |
| Носовой указатель            | 60-67         | 60-67              | 60-67              | 60-67   |

Курды нередко имеют светлые глаза и волосы, что объясняется их эндогамией и проживанием в горах, как и у памирцев и афганцев.
Средний рост курдов повышается от северо-западных районов к озеру Ван и центру ареала, равняясь, по данным первой половины XX века, в среднем 169,1 см. Головной указатель у курдов сильно варьирует, он уменьшается от 85,8 на крайнем северо-западе до 77,2 на юге и возможно достигает в среднем 79,4. Высотно-продольный указатель понижается в том же направлении от более 77,5 пункта до менее 75 пунктов. Среднее значение лицевого указателя, рассчитанного до точки селлион, оказывается больше 90. При этом длина лица увеличивается с севера к южным районам. Среднее значение носового указателя находится в пределах 60-67.

Российский ориенталист Василий Петрович Никитин писал:
Северные курды сухощавые, высокого роста (среди них совсем не встречаются тучные), с длинным, часто загнутым носом, небольшим ртом, овальным, продолговатым лицом. Мужчины обычно носят усы и все без исключения бреют бороду. Тем временем среди восточных много светловолосых, с голубыми глазами. У южных курдов лица шире, а походка тяжелей. Из 40 человек южных племён, выбранных наугад, девять были выше 1,8 м, хотя среди некоторых племён средний рост составляет 1,75 м. Походка медлительная, с широким шагом, выносливость в труде большая. Держатся все они, — горцы это знают, — гордо и прямой выглядят теми, кем являются, — современными мидийцами, способными стать при условии объединения новой большой воинственной нацией.
Согласно исследованию 2019 года, опубликованному в издании «Journal of Anthropology», в Диярбакыре (Турция) средний рост взрослых курдских мужчин составляет 174,3 см, а женщин — 161,2 см.

## Демография

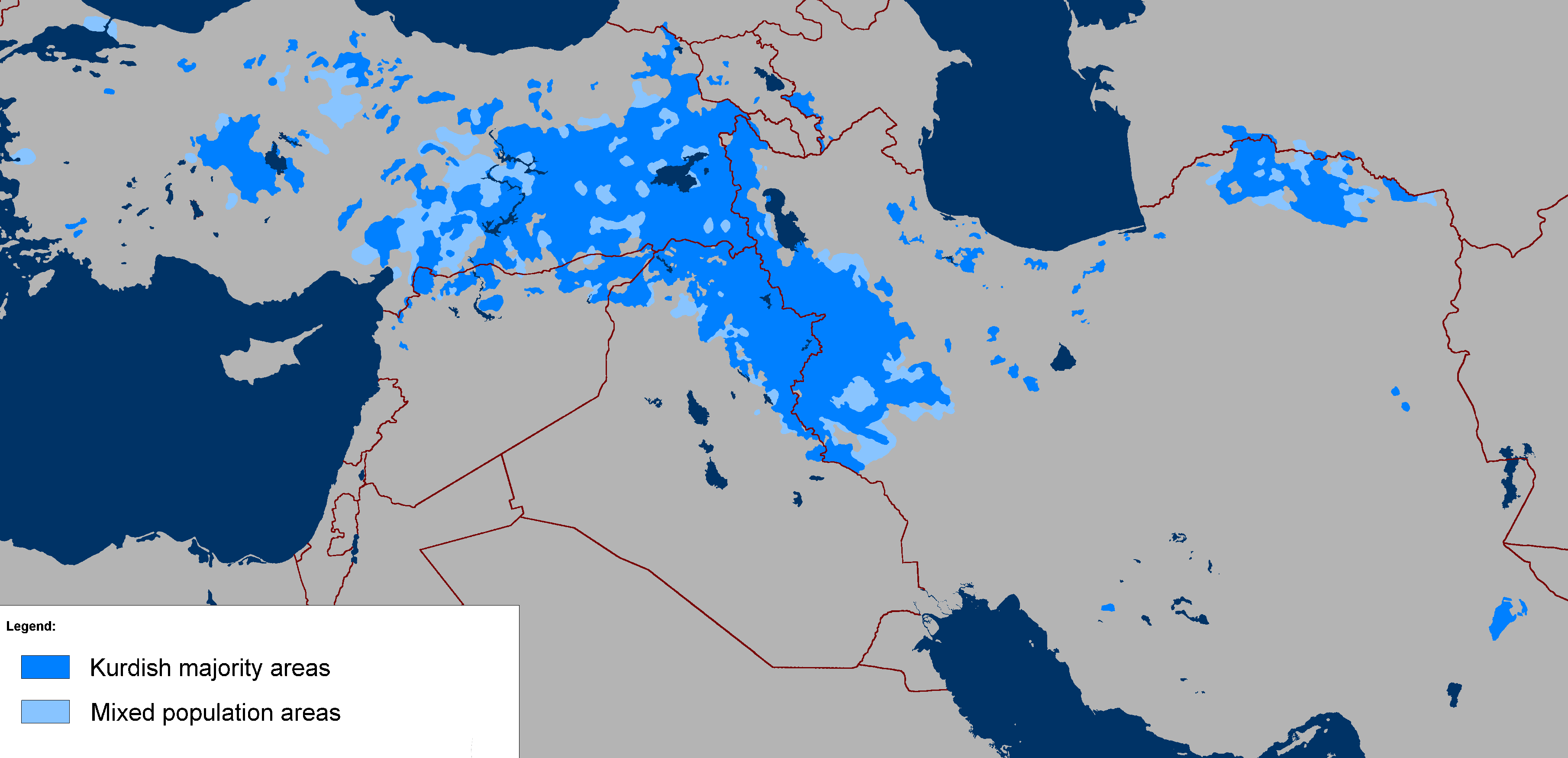
Расселение курдского народа на Ближнем Востоке
Население преимущественно состоит из курдов
Смешанное население со значительным количеством курдов

Большинство курдов расселено в этнографической области Курдистан. Около трёх миллионов курдов проживает в странах Европы и Америки, где они создали мощные и организованные общины. Основываясь на имеющихся данных, в Курдистане проживает молодое население, по оценкам, 36 % населения моложе 15 лет.

### Демографический взрыв
Во второй половине XX века курды пережили демографический взрыв, также как и население стран, в которых они исконно проживают. Так, в 1927 году курдское население региона оценивалось лишь в 4 млн чел., в 1950 уже в 9 млн, а в 1960 численность резко выросла на 3 млн чел. за 10 лет и позже достигла 26 млн в 1990 году, из которых 10,5 млн проживали в Турецкой Республике. По данным 2016 года, численность курдов составляет 45,6 млн человек.
Курды традиционно имеют в семьях большое количество детей. Прирост населения с 1986 по 1990 годы составлял в среднем 2,2 % ежегодно и не менялся в последующие годы. Высокий прирост населения объясняется во многом высокой рождаемостью. В свою очередь, высокая рождаемость в Курдистане объясняется сохранением ранних браков и многодетности семей (6-7 в среднем на семью). Высокая рождаемость у курдов в немалой степени является защитной реакцией на высокую младенческую смертность и на большие потери населения в военных действиях.
По исследованиям за 2010 год, средний коэффициент рождаемости среди курдов, включая многочисленную курдскую диаспору по всему миру, составляет порядка 3,1 ребёнка на женщину. Тем временем именно в Курдистане на одну женщину приходится в среднем 4,6 ребёнка. В Турецком Курдистане в 2000 году приходилось 5,47 ребёнка на одну женщину.
В Российской Федерации курды занимают второе место по проценту многодетных семей: 44 % курдянок (от 15 до 50 лет), проживающих в России, имеют трех и более детей.

#### Эндогамия
К особенностям курдской семьи следует отнести число межэтнических браков, количество которых минимально. Известно, что курдская общность до недавнего времени была склонна к консервации, поэтому данная ситуация может быть обусловлена нежеланием ассимиляции с соседствующими этническими группами. Эндогамные браки, которые исторически были свойственны курдам, начали постепенно исчезать лишь с XIX—XX вв. С того момента начали появляться смешанные браки с другими национальностями. Курдские мужчины, в основном сельские интеллигенты и горожане, брали в жены азербайджанок и армянок. Курдянки, за исключением единичных случаев, не выходили замуж за мужчин иной национальности.
По оценкам исследования 2013 года (Турция), процент женатых курдов и замужних курдянок, состоящих в браке с представителем своей национальности, составляет порядка 76,7 %. Этот процент ещё выше среди российских курдов: 89,7 % для мужчин и 96,5 % для женщин. По данным отдела ЗАГС Красногвардейского района Республики Адыгея, в 2010 году только 1 брак из 39 зарегистрированных был заключен между представителем курдского народа и иного этноса.
Среди езидов, этнорелигиозной группы курдов, процент браков, заключенных с представителем своей национальности, составляет 98 %, что является самым высоким показателем в мире.
У курдов также минимальное количество разводов. Процент разведенных браков в Турецком Курдистане составляет 9,75 %, достигая в провинциях Хиккяри и Ширнак, до рекордных 6 %.

### Историческое население

#### XVI век
В конце XVI века, во времена Шараф-хана Бидлиси, численность курдов по оценкам составляла 1 350 000 человек, из которых:
- Курманджи — 620 тыс.
  - Северные курманджи — 397 тыс.
    - Езиды — 154 тыс.

  - Южные курманджи — 223 тыс.
- Луры — 270 тыс.
- Келхоры — 243 тыс.
- Гурани — 217 тыс.

Областью заселением курманджей являлись территории от озера Ван до Ардаланского ханства в Персии. Гурани — земледельцы в Ардалане, так же как и несколько кочевых племён к югу от Ардалана и на северо-западе Керманшаха. К югу от гурани находились келхоры и ещё южнее — луры. Последние, однако, говорят на своем собственном языке, и перестали считаться частью курдского этноса в начале XX века.

#### XIX век
В 1844 году численность курдов составляла 2,500,000 человек, в том числе:
- В Османской империи — 1,520 млн;
- В Персии — 930 тыс. (вкл. луров);
- В Российской империи — 35 тысяч.

Итого: 2,485,000 человек. Помимо этого, несколько тысяч проживали в других странах.

### Расселение

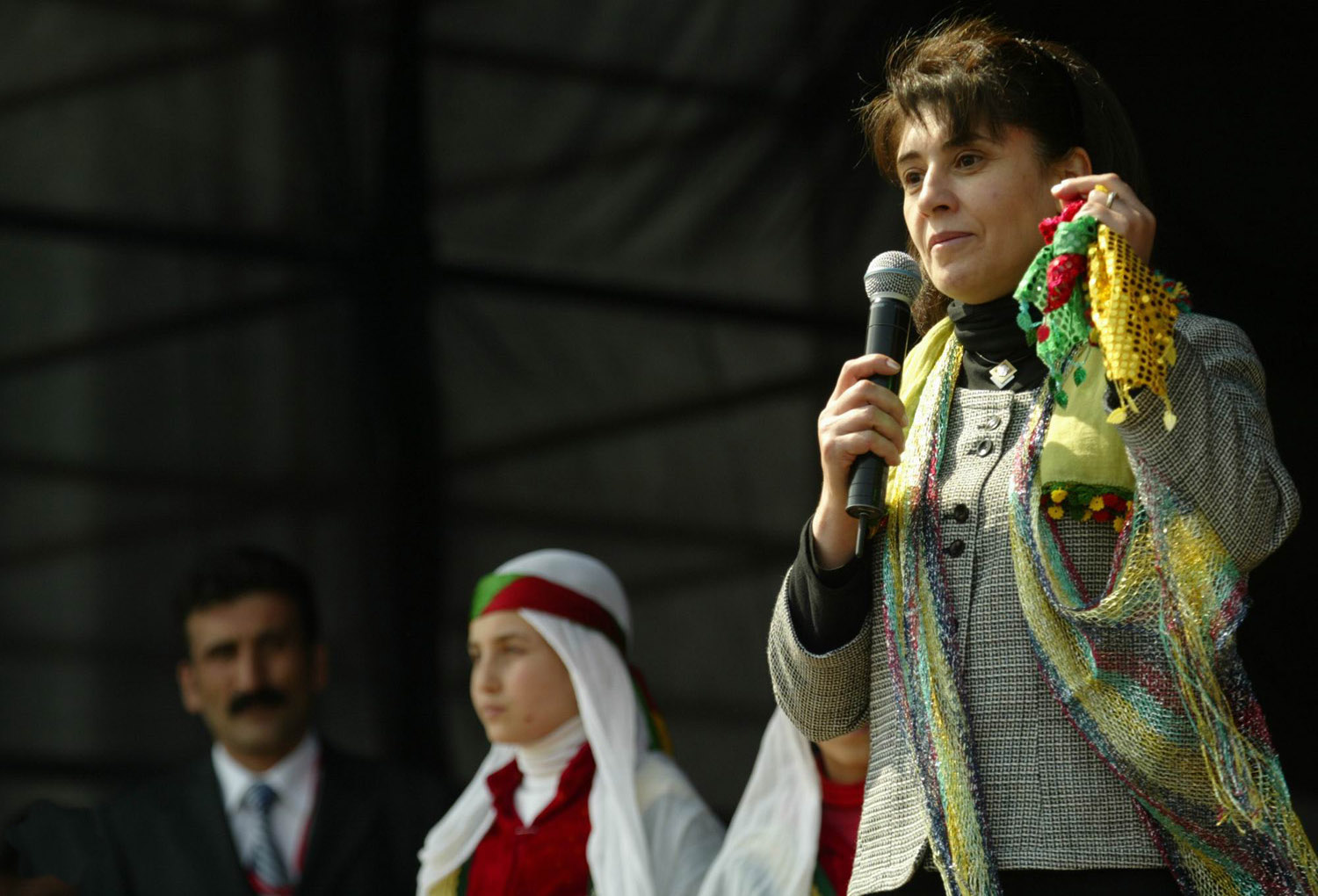
Турецкий политик Лейла Зана

#### В Турции
Самый большой массив курдской этнической территории занимает юго-восток и восток Турции в районе озера Ван и города Диярбакыра. Отдельные курдские поселения разбросаны также по всей Анатолии, крупные курдские диаспоры сосредоточены в больших городах на западе страны. Экспертные оценки говорят о 20—23 % населения страны, что может составлять до 16—22,7 млн человек. В это число включаются северные курды-курманджи — основное курдское население Турции, и курды-заза (говорящие на зазаки) — около 1,5—2 млн человек, а также значительная доля тюркоязычных курдских племён, перешедших на турецкий язык — свыше 6 млн человек.

#### В Иране

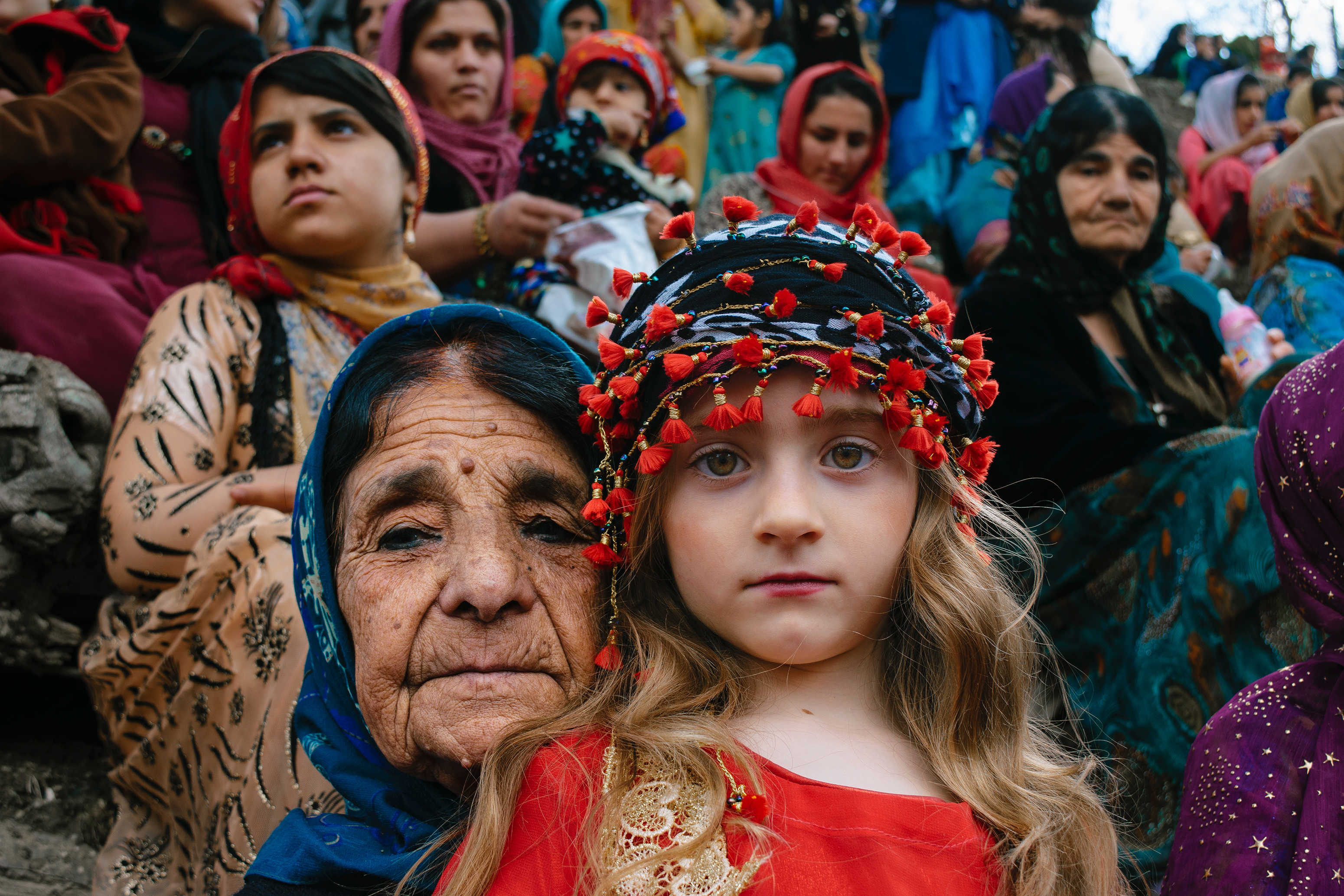
Бабушка и внучка наблюдают за празднованием Новруза в деревне Бесаран в провинции Курдистан, Иран

В Иране курды населяют останы Илам и Керманшах (южные курды из племён келхор, фейли, лак, кордали и горан), Курдистан (сорани) и Западный Азербайджан (сорани и курманджи), а также прилегающие к ним районы останов Хамадан и Зенджан. Курдские поселения также разбросаны почти во всех остальных останах Ирана. Особенно большой район компактного расселения курдов (преимущественно курманджи) расположен в остане Северный Хорасан, куда шах Аббас I в XVII в. расселял воинственные курдские племена для обороны Хорасана от туркменов и Хивинского ханства. Всего в Иране насчитывается около 10—12 млн курдов.
Происходившие в монархическом Иране интеграционные процессы отразились и на характере межнациональных отношений в Восточном Курдистане. До свержения шахского режима определённое сближение населявших страну национальностей гарантировала политика иранского национализма. Она была нацелена на разрушение традиционных форм общественных отношений; на формирование социальной структуры и хозяйства, свойственных капиталистическому обществу; распространение общеиранских форм культуры; внедрение персидского языка во все сферы жизни и т. д. При этом игнорировались национально-культурные запросы неперсидских народов страны. Социально-политическая и экономическая неудовлетворенность иранских курдов, ущемление их национально-государственного статуса и иные причины порождали претензии к властным структурам, представителям доминирующего этноса (персоязычным иранцам), с которыми связывались этнокультурные последствия интеграционных процессов. Между тем использование военных и репрессивных институтов позволяло шахскому режиму в целом сохранять определённый баланс межнациональных отношений.

#### В Ираке
В Ираке с юга на север живут: южные курды с горани, сорани (в районе Киркука и Сулеймании) и носители курманджи (в районе Мосула), населяющих восточные и северо-восточные районы страны. Лишь часть этнической территории иракских курдов включена в автономное образование Южный Курдистан со столицей в Эрбиле. Всего в Ираке проживает более 8 млн курдов.
Ирано-иракская война, которая могла бы дать курдам возможность воспользоваться условиями, созданными в связи с поглощенностью двух стран Залива борьбой друг с другом, только обострила напряженность между основными курдскими группами.

#### В Сирии
В северной Сирии по старым оценкам этнического населения проживало ок. 1,5 млн курдов, преимущественно носители курманджи. Курдское меньшинство Сирии составляет примерно 15 % населения. Сирийские курды компактно проживают в городах Камышлы, Кобани, Амудэ, Деррика, Африн, Хемко.

#### В России и странах СНГ

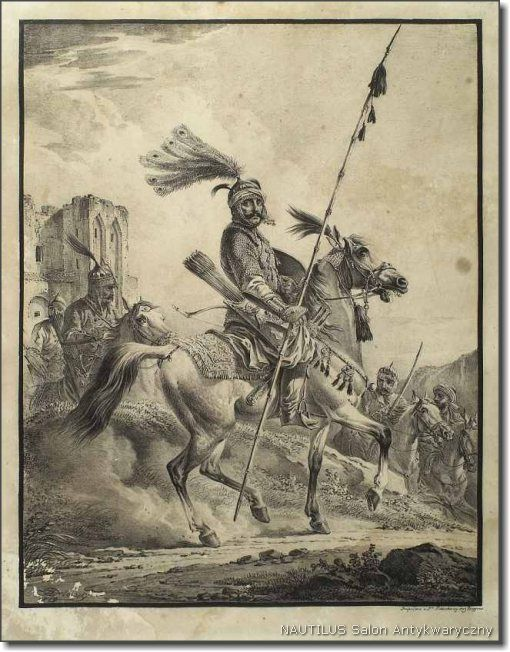
Орловский А. О. «Вождь курдов». 1819 г.

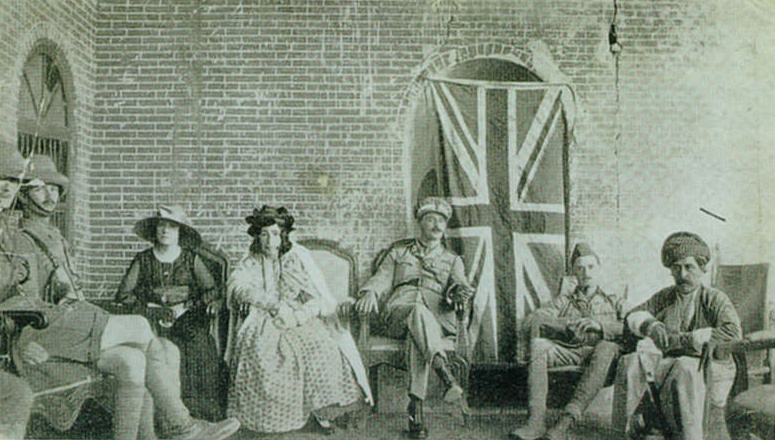
Аделе-ханум встречается с представителями британских властей, 1919 г.

После вхождения в состав Российской империи Грузии (1801 год), а также Гянджинского, Карабахского и Шекинского ханств часть курдов стала российскими подданными. Отдельные их семьи и родоплеменные группы оказались в российском Закавказье также после русско-персидских войн (1804—1813, 1826—1828 гг.). Это были либо жители тех селений, которые, согласно условиям Гюлистанского (1813 год) и Туркманчайского (1828 год) договоров, вошли в подданство России, либо переселенцы, бежавшие в Азербайджан (частично — в Армению) от притеснений иранских и турецких властей и в поисках лучших пастбищ.
К концу XIX века из Турции и Ирана курды массово переселялись в Закавказье из-за неурожаев и голода.
В 1937 году курды Армении и Азербайджана, а в 1944 году — курды Грузии были депортированы в Казахстан и Среднюю Азию. В 1989—1990-х годах курды из Средней Азии, Казахстана, Закавказья мигрировали в Россию (в отдельные районы Краснодарского и Ставропольского краёв, Ростовской области, Адыгеи).
Среди стран бывшего СССР курды проживают в Азербайджане, Армении, Грузии, Туркменистане, Казахстане и Киргизии. По данным переписи населения за 2009 год, в Республике Беларусь проживает 126 курдов.
В России, по переписи 2010 года, проживает 23,2 тыс. собственно курдов. Езидов, которые учитывались отдельно, — 40,6 тыс.
| Субъект федерации                                          | Численность курдов в 2010 г. (человек) |
| ---------------------------------------------------------- | -------------------------------------- |
| Краснодарский край                                         | 5899                                   |
| Адыгея                                                     | 4528                                   |
| Саратовская область                                        | 2851                                   |
| Ставропольский край                                        | 1790                                   |
| Орловская область                                          | 1358                                   |
| показаны субъекты c численностью курдов более 1000 человек |                                        |

В Адыгее курды компактно проживают в сёлах Еленовское, Преображенское и Садовое Красногвардейского района, где поселились в конце 1980—1990-х годах беженцы из зоны Карабахского конфликта и переселенцы из других регионов Закавказья, а также из Средней Азии.

#### В странах Европы
Курдская диаспора в странах Западной, Южной и Центральной Европы по одним источникам достигает 1,5 млн чел., по другим — более трех миллионов человек.
В Европе не проводится тщательная и достоверная перепись курдской диаспоры. Оценки 2010-х годов указывают на присутствие примерно 1,5-1,7 миллиона курдов в Западной Европе.
Крупнейшая курдская диаспора находится в Германии, куда рабочие-иммигранты-курды из Турции впервые прибыли во второй половине 1960-х годов. Они иммигрировали в Германию как гастарбайтеры. С 1970-х и особенно с 1980-х годов численность курдов в Германии быстро росла. Причины миграции включают лучший уровень жизни и рабочие места в Германии, а также политические волнения, дискриминацию, преследования и войну в их родных странах.
С начала гражданской войны в Сирии в 2011 году многие из сирийских беженцев, прибывших в Германию, являются курдами. Число курдов в Германии достигает от 850 тыс. до 1,5-2 млн чел.
| Страна               | Статистика, официальная перепись и оценка населения |
| -------------------- | --- |
| Германия             | 500 000 (1993 KIP оценка) 850 000 (2016 KIP оценка) 1 500 000 (другие академические источники) 2 000 000 (оценка Kurdistan24) |
| Франция              | 60 000 (1993 KIP оценка) 230 000 (2016 KIP оценка) |
| Нидерланды           | 30 000 (1993 KIP оценка) 100 000 (2016 KIP оценка) |
| Швеция               | 15 000 (1993 KIP оценка) 85 000 (2016 KIP оценка) |
| Австрия              | 25 000 (1993 KIP оценка) 80 000 (2016 KIP оценка) |
| Бельгия              | 12 000 (1993 KIP оценка) 70 000 (2016 KIP оценка) |
| Великобритания       | 49 841 (2011 перепись) 49 186 (2011 перепись, курдоговорящие) |
| Греция               | 1000 (1993 KIP оценка) 40 000 (2016 KIP оценка) |
| Дания                | 12 000 (1993 KIP оценка) 25 000 (2016 KIP оценка) |
| Италия               | 25 000 (2016 KIP оценка) |
| Норвегия             | 2000 (1993 KIP оценка) 25 000 (2016 KIP оценка) |
| Швейцария            | 14 699 (2012 статистика, курдоговорящие) 19 401 (2015 статистика, курдоговорящие) |
| Финляндия            | 3115 (2000 полугодовая статистика, курдоговорящие) 15 386 (2020 полугодовая статистика, курдоговорящие) |
| Румыния              | 3000 (2006 оценка) |
| Украина              | 2088 (2001 перепись) 302 (2014 перепись) |
| Кипр                 | 1500 (2006 оценка) |
| Испания              | 1500 (2012 оценка) |
| Ирландия             | 818 (2016 перепись, курдоговорящие) |
| Польша               | 224 (2011 перепись) |
| Венгрия              | 291 (2001 перепись) 149 (2011 перепись) |
| Молдова              | 130 (2017 статистика) |
| Латвия               | 111 (2020 статистика) |
| Болгария             | 128 (1992 перепись) 147 (2001 перепись) 105 (2011 перепись) |
| Чехия                | 100 (2011 перепись) |
| Босния и Герцеговина | 28 (2013 перепись) |
| Эстония              | 23 (2011 перепись) |
| Сербия               | <12 (2011 перепись) |
| Литва                | 5 (2001 перепись) 25 (2010 лица, ищущие убежища, по этническому признаку) 29 (2011 лица, ищущие убежища, по этническому признаку) 8 (2012 лица, ищущие убежища, по этническому признаку) 3 (2013 лица, ищущие убежища, по этническому признаку) |
| Хорватия             | 8 (2011 перепись) |

## Религия

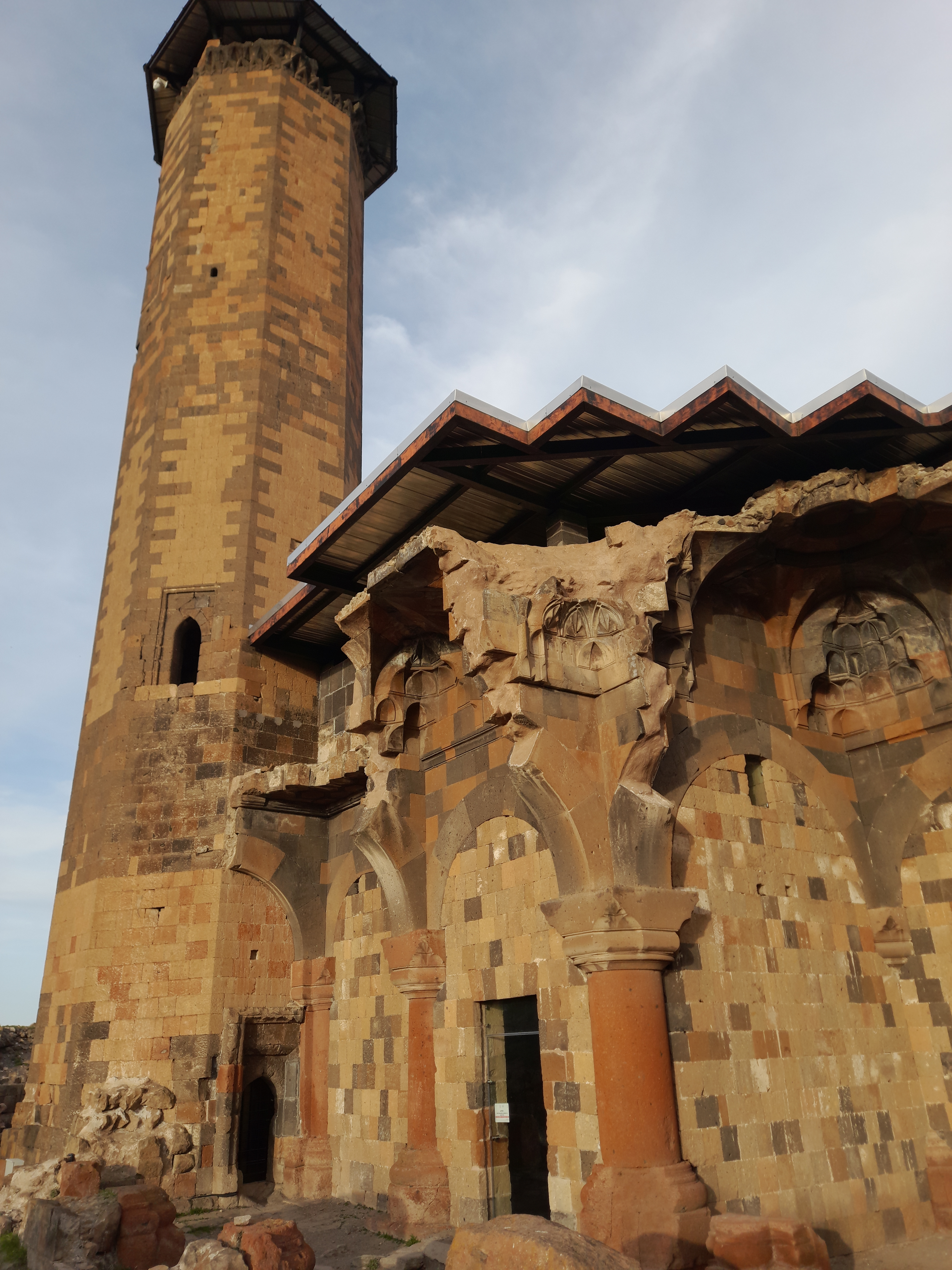
Самая старая мечеть в Анатолии в городе Ани (провинция Карс). Была построена в XI веке курдами из династии Шеддадидов.

Большинство курдов (около ⅔ или ¾) являются мусульманами-суннитами, придерживающиеся преимущественно шафиитского мазхаба. Почти все курманджи-говорящие курды придерживаются суннизма. Некоторые курды исповедуют двунадесятнический шиизм, в основном в городах Керманшах, Хамадан и Биджар в Восточном Курдистане и Адыяман в Северном Курдистане. Согласно статистическим данным, около 20 % иранских курдов исповедуют шиизм. Одно из шиитских течений — алевизм — исповедуется многими курдами Турции — в том числе многими курдами-заза. Ядро другого шиитского направления ислама Ахл-е Хакк («люди истины») составляют племя горан и некоторые другие курдские племена юго-восточного Курдистана.
Наиболее своеобразной среди курдов этноконфессиональной группой являются езиды, исповедующие синкретическую религию, ведущую происхождение от учения шейха Ади (XII век).

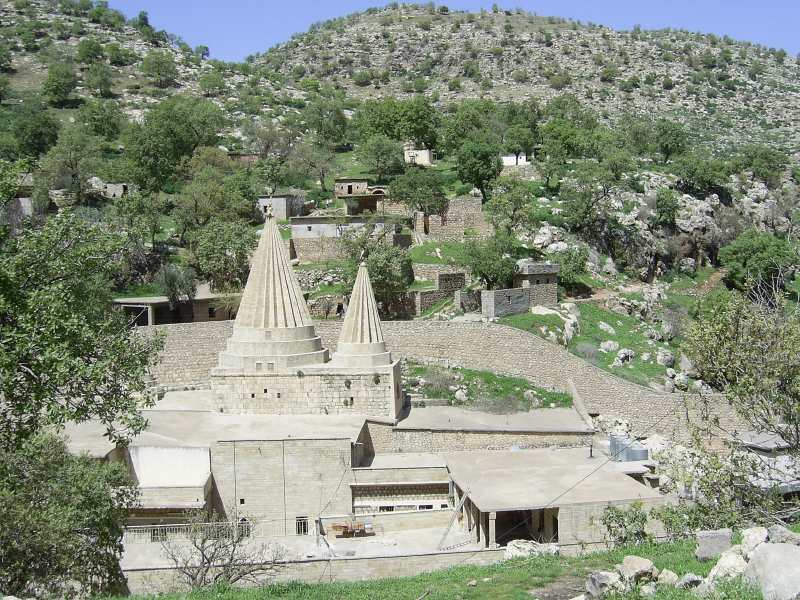
Лалеш — храм и место паломничества курдов-езидов в Южном Курдистане (провинция Дахук).

Часть курдов исповедует христианство. Курды-христиане проживают в странах СНГ, Европы и Америки, есть общины в Северном и Западном Курдистане. Несколько тысяч курдов придерживаются религии бахаи.
По процентному соотношению, религиозная принадлежность среди курдов по некоторым данным такова:
- Ислам — 81,5 % (↘)
  - Мусульмане-сунниты[263] — 60,7 % (↗)
    - Шафиитский мазхаб[271] — 55,4 % (↗)
    - Ханафитский мазхаб — 7,2 % (↘)

  - Мусульмане-шииты[272] — 20,8 % (↘)
    - Алевиты[265] — 11,0 % (↘)
    - Ярсанисты[273] — 5,6 % (↘)
    - Двунадесятники[264] — 4,2 % (↘)
- Атеизм, агностицизм[274] — 13,2 % (↗)
- Езиды[275] — 3,8 % (↗)
- Иудаизм[276] — 0,8 % (↘)
- Зороастризм[277] — 0,4 % (↗)
- Христианство[278] — 0,3 % (↘)
- Бахаизм[268] — 0,02 % (↘)

По мнению ориенталиста Василия Никитина и многих других иностранных исследователей, курды всегда являлись самыми либеральными среди мусульман. Это также относится к относительно высокому положению курдских женщин в обществе Курдистана. Курдянки исторически считались самыми свободными женщинами Ближнего Востока. Это отражается в курдском менталитете, в котором свобода — это один из главнейших обычаев. Курдские традиции, кроме этого, во многом противоречат исламу. Многоженство среди курдов было достаточно редким явлением, характерным в основном для представителей правящего класса землевладельцев, знати и религиозного истеблишмента.

### Идентичность
На основе множества опросов, проведенных в 2011 и 2013 годах, и других данных о религиозной идентичности курдов, предоставляются следующие данные:
1. «Я в первую очередь мусульманин (или приверженец другой религии), а потом — курд» — 50,5 % (▼)
2. «Я в первую очередь курд, а потом — мусульманин (или приверженец другой религии)» — 37,4 % (▲)
3. «Я в первую очередь иранец, а потом — мусульманин (или приверженец другой религии) и курд» — 4,6 % (▼)
4. «Я в первую очередь гражданин Турции, а потом — мусульманин (или приверженец другой религии) и курд» — 4,4 % (▲)
5. «Я в первую очередь иракец, а потом — мусульманин (или приверженец другой религии) и курд» — 2,6 % (▲)
6. «Я в первую очередь сириец, а потом — мусульманин (или приверженец другой религии) и курд» — 0,5 % (▼)

## Курдское национальное движение
Ранний курдский национализм возник в XVI веке. Изначально был распространён среди курдской интеллигенции и некоторых курдских вождей. Курдский историк Шараф-хан Бидлиси, писавший на фарси, в своей книге Шараф-наме 1597 года, писал, что Курдистан остаётся де-факто непокорённым, а если султаны Порты и устремляли все свои старания на завоевание курдов, перенося неописуемые трудности и потери, то в конце концов они раскаивались и снова передавали эти земли их настоящим хозяевам. По его словам, кто захочет покорить Курдистан, — будет иметь дело прежде всего с правителями Бидлиса и с племенем рожки, откуда и был родом сам Шараф-хан.
Ахмад Хани, выступавший за создание Курдистана в конце XVII века, также является одним из основателей курдского национализма. В своём произведении Мам и Зин он писал:
Если бы у нас было единство между собой,
Если бы мы все вместе подчинялись друг другу,
Турки, арабы и персы,
Были бы все в нашем рабстве
Правители эмирата Сорана хотели объединить все курдские провинции под своим правлением и использовать курдский национальный костюм для своей армии. В 1818 году курдский эмират объявил свою независимость, но уже в 1836 году уничтожен войсками Османской Империи.
Масштабная попытка создания независимого курдского государства была предпринята в 1840-х годах Бедер-хан беком, эмиром области Бохтан (со столицей Джезире). В 1842 году он начал чеканить монету от собственного лица и совершенно перестал признавать власть султана. Однако летом 1847 г. Бохтан был занят турецкими войсками, эмират ликвидирован, а сам Бедер-хан бек взят в плен и сослан.
Новую попытку создать независимый Курдистан предпринял племянник Бедер-хана Езданшир. Разоренные турецкими военными налогами, курды в конце 1854 г. взбунтовались и за короткий срок создали 100-тысячную боеспособную армию. Восстание охватило огромную территорию — от озера Ван до Багдада. Езданшир, воспользовавшись Крымской войной, вскоре сумел взять Битлис, а за ним и Мосул. После этого Езданшир начал готовить наступление на Эрзерум и Ван. Смута была подавлена только при активной поддержке Англии. Попытка соединиться с русскими не удалась: все его гонцы к генералу Муравьеву были перехвачены, а сам Езданшир был заманен на встречу с турецкими представителями, схвачен и отправлен в Стамбул (март 1855 г.).
Следующую попытку предпринял шейх Обейдулла в 1880 г. Обейдулла, верховный руководитель суфийского ордена Накшбандия, пользовавшийся большим уважением в Курдистане как по своему положению, так и за личные качества, созвал в июле 1880 г. в своей резиденции Нахри съезд курдских вождей, на котором выдвинул план: создать независимое государство, а для того сначала напасть на Персию (как более слабого противника), овладеть персидским Курдистаном и Азербайджаном и, опираясь на ресурсы этих провинций, повести борьбу против Османской империи. Шейх Обейдулла призвал создать «Лигу курдских племен». При этом он рассчитывал не только на курдов, но и на «сознательных» турок. План был принят, и в августе того же года началось вторжение курдов в Иранский Азербайджан. Восстание сопровождалось мятежом местных курдских племен; отряды восставших подошли к самому Тебризу. Однако Обейдулла со своими основными силами замедлил при осаде Урмии, в конце концов был разбит и вынужден возвратиться в Османскую империю. Там он был арестован и сослан в Мекку, где и умер. В это время в Курдистан все более проникает из Европы идеология национализма; её пропаганду вела первая курдская газета — «Курдистан», которую выпускали с 1898 г. в Каире потомки Бедер-хана.
Новый подъём национального движения в Курдистане наступил после Младотурецкой революции 1908 года. Возникает и тотчас приобретает популярность националистическое общество «Возрождение и прогресс Курдистана», главой которого был вернувшийся из ссылки шейх Абдель-Кадер — сын Обейдуллы; вслед затем возникает «Лига Курдистана», ставившая своей целью создать «Курдистан бейлик» (курдское княжество) то ли в составе Турции, то ли под протекторатом России или Англии — в этом отношении были разногласия. С ней был связан шейх племени барзани Абдель-Салям, поднявший ряд восстаний в 1909—1914 г.. и особенно Молла Селим, ставший лидером восстания в Битлисе в марте 1914 г.
Поражение Османской империи в Первую мировую войну, казалось, открыло перед курдами новые перспективы. На Версальской конференции курдов представлял генерал Шериф-паша, пытавшийся добиться создания независимого курдского государства. Однако курдские националисты, выступавшие в Париже, на деле не имели прочных связей с Курдистаном и реально не представляли никого, кроме узкого кружка курдских интеллигентов. Согласно Севрскому мирному договору 1920 г., предполагалось немедленное провозглашение Курдистана автономным с последующим (в течение года) предоставлением ему независимости, если курды выразят такое желание.
Между тем в самом Курдистане происходило следующее: В Мосульском вилайете (нынешний Южный Курдистан), занятом англичанами, последние некоторое время носились с планами организовать конфедерацию курдских княжеств. В качестве первого шага, шейх Махмуд Барзанджи был ими назначен правителем Сулеймании. Однако Барзанджи, выведенный из себя тесной опекой англичан и к тому же стремившийся распространить свою власть на весь Южный Курдистан, в мае 1919 года поднял восстание, арестовал английских представителей, провозгласил себя королем Курдистана и двинулся на Киркук, но был разбит англичанами. Он был раненый взят в плен и приговорен к смертной казни, замененной ссылкой в Индию. Осенью 1922 года, когда Мосульскому вилайету Курдистану стали угрожать турецкие войска, англичане вернули в Сулейманию Махмуда Барзанджи, который вновь провозгласил себя королем Курдистана, сформировал правительство, стал чеканить монеты и печатать марки со своим изображением; не доверяя англичанам, он вступил в тайные сношения с турками и послал письмо Ленину с просьбой о поддержке и протекторате. В феврале 1923 г. англичане ультимативно потребовали от Барзанджи покинуть Сулейманию, после чего подвергли город воздушным бомбежкам. Барзанджи ушёл в горы и держался там несколько лет, время от времени налетами беря Сулейманию; в 1927 г., видя безуспешность дальнейшей борьбы, он сдался на амнистию.
Весной того же 1922 года провозгласил себя королем «независимого Курдистана» и вождь иранских курдов Симко Шикаки, сформировавший собственное правительство и начавший выпускать свою газету. В августе он был разбит персами, но продолжал оставаться «возмутителем спокойствия» вплоть до своей гибели в 1930 г.
Что же касается Северного Курдистана, то курды, боявшиеся попасть под власть армян и западных держав, поддались на агитацию Мустафы Кемаля, обещавшего им полную автономию в совместном курдско-турецком мусульманском государстве, и поддержали его в ходе греко-турецкой войны. В результате в 1923 г. был заключен Лозаннский мирный договор, в котором о курдах вообще не упоминалось. Этот договор определил современные границы между Ираком, Сирией и Турцией, разрезавшие бывший Османский Курдистан.
После этого кемалистское правительство начало проводить политику «тюркизации» курдов. Ответом явились восстание, поднятое в начале 1925 г. шейхом Саидом Пирани. Восставшие овладели г. Генчем, который шейх Саид провозгласил временной столицей Курдистана; далее он намеревался захватить Диярбекир и провозгласить в нём независимое курдское государство. Однако штурм Диярбекира был отбит; вслед за тем восставшие были разбиты под Генчем, руководители восстания (включая шейха Абдул-Кадыра, сына Обейдуллы) взяты в плен и повешены.
Новое восстание северных курдов началось в 1927 г. на Арарате. Оно было организовано обществом «Хойбун» (независимость); восставшие попытались сформировать регулярную армию под командованием бывшего полковника турецкой армии Ихсана Нури Паши; была создана и гражданская администрация под руководством Ибрагима-паши. Восстание было подавлено в 1931 г. Последним массовым движением северных курдов было движение курдов-заза в Дерсиме. До 1936 г. Дерсим пользовался фактической автономией. Преобразование этой области в вилайет Тунджели с особым режимом управления вызвал восстание под руководством дерсимского шейха Сеида Реза. Посланный против восставших армейский корпус не добился успеха. Однако командир корпуса генерал Альпдоган заманил Сеида Резу в Эрзерум на переговоры, где курдский вождь был арестован и вскоре повешен. Восстание было подавлено только в 1938 году. В результате установившегося в Северном Курдистане режима военно-полицейского террора, запрета курдского языка, курдской национальной одежды и самого названия «курды» (кемалистские учёные объявили курдов «горными турками», якобы одичавшими и забывшими исконный турецкий язык), а также массовых депортаций курдов в Западную и Центральную Анатолию. Курдское движение в Турции на долгие годы было уничтожено, а курдское общество — деструктурировано.
Центром курдского движения в это время стали Южный Курдистан и Восточный Курдистан. В 1930 году в Сулеймании вновь поднимает восстание Махмуд Барзанджи. Восстание было подавлено, но тотчас вслед за тем вспыхнуло восстание шейха Ахмеда в Барзане (1931—1932). В 1943-45 годах в Барзане происходит новое восстание под руководством Мустафы Барзани. В 1946 г. в Мехабаде провозглашается Республика Курдистан (Мехабадская Курдская Республика). В то же время возникают и крупные курдские партии: Демократическая партия Иранского Курдистана (1945) и Демократическая партия Курдистана (Ирак) (1946). Наконец, в 1961 году в Ираке вспыхивает грандиозное восстание под руководством Мустафы Барзани, продолжавшееся до 1975 г. В ходе восстания Барзани удалось добиться формального признания за курдами Ирака права на автономию; однако, в конце концов он потерпел поражение. Поражение восстания спровоцировало раскол в движении южных курдов: от Демократической партии Курдистана откололся целый ряд левых партий, летом 1975 г. оформившихся в Патриотический Союз Курдистана под руководством Джалаля Талабани.
В начале 1979 года, в связи с исламской революцией в Иране, власть в Восточном Курдистане оказалась практически в руках курдов. Однако уже в марте начинаются вооруженные столкновения между отрядами Демократической партии Иранского Курдистана и посланными из Тегерана «Стражами исламской революции». В начале сентября иранцы начали массированное наступление, сопровождавшееся массовыми казнями жителей захваченных селений начиная от 12-13 лет. В результате правительственным силам удалось взять под свой контроль основную часть Восточного Курдистана.
В трагическом положении оказались восточные и южные курды во время ирано-иракской войны, когда первые пользовались поддержкой Багдада, а вторые — Тегерана; на этой почве происходили вооруженные столкновения между отрядами иракских и иранских повстанцев.
В марте 1991 года в результате поражения иракских войск, в Южном Курдистане вспыхнуло новое восстание. Оно было подавлено Саддамом Хусейном, однако затем силы НАТО вынудили иракцев покинуть часть Южного Курдистана, где был создан так называемый «Свободный Курдистан» с правительством из членов ДПК и ПСК. Окончательное освобождение Южного Курдистана произошло после падения Саддама Хусейна. В настоящее время там существует формально федеральное, а фактически полунезависимое государство, президентом которого является Нечирван Барзани.
В это время в Турции возникает Курдская Рабочая Партия которую возглавил Абдулла Оджалан по кличке «Апо» (дядя), отчего его членов называют «апочистами». После военного переворота 1980 г. её члены бежали в Сирию, где, получив помощь от сирийского правительства, начали вооруженную борьбу против турецкого государства под лозунгом «Единого, демократического, независимого Курдистана», Первая вооруженная акция была совершена в 1984 году, к середине 90-х гг. РПК уже обладала армией до 20 тысяч партизан и разветвленными политическими структурами в курдской диаспоре по всему миру. Всего в результате боевых действий погибло более 35 тысяч человек. В 1998 году Сирия под нажимом Турции отказалась от поддержки РПК и выслала Оджалана, чем нанесла по партии сильнейший, и как оказалось непоправимый удар; Оджалан был захвачен турками в Кении, судим и приговорен к смертной казни; в настоящее время он находится в тюрьме на острове Имралы.

Географическое положение курдских районов в Турции, Сирии, Иране и Ираке является важным фактором в определении «жизнеспособности» и силы курдских политических организаций, противостоящих центральным правительствам этих стран. Курдская проблема расселения демонстрирует, как географический фактор отрицательно влияет на этническое движение в зоне большого соперничества за власть и межрегиональных конфликтов. Можно предположить, что в ближайшем будущем решение курдской проблемы невозможно, но некоторая степень курдской автономии возможна в рамках подлинных федеральных систем этих государств.

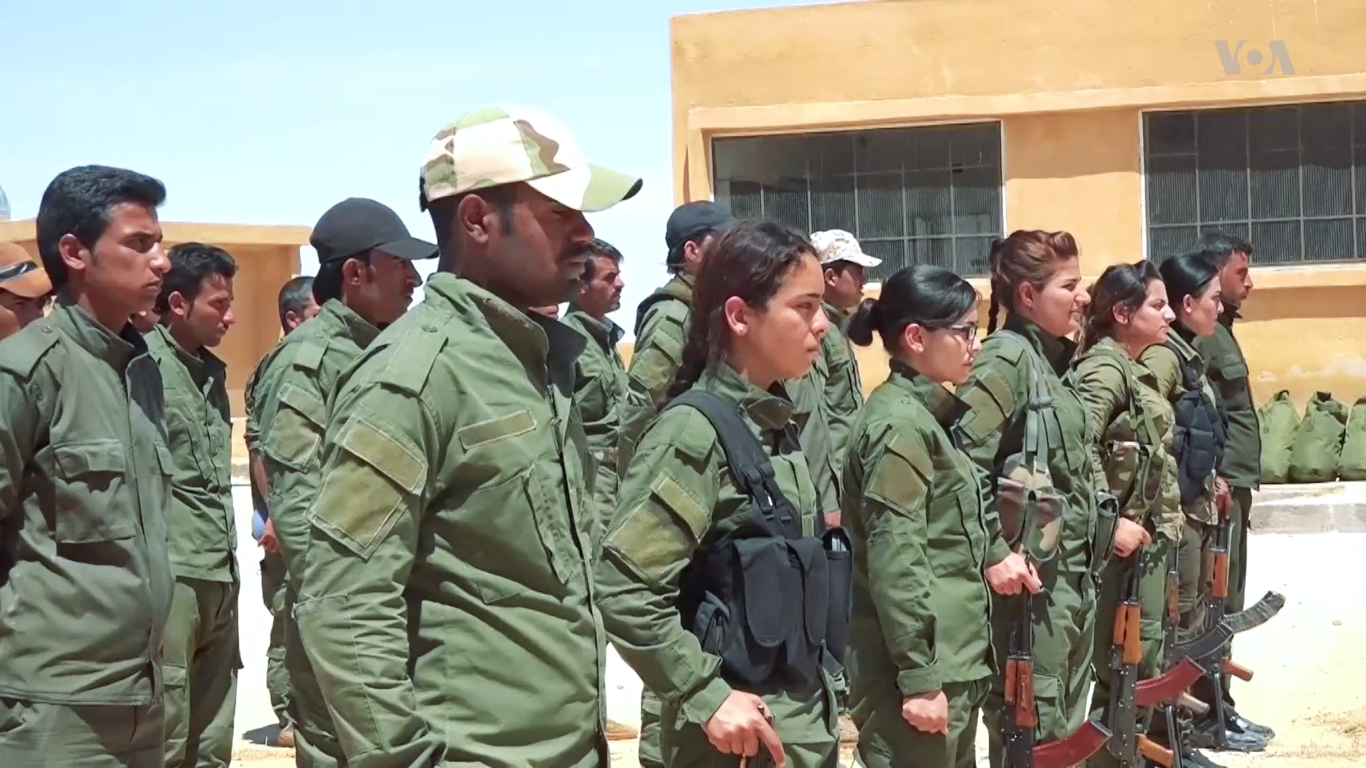
Курдские бойцы в Рожаве (северная Сирия)

Использование курдского языка в турецких СМИ было запрещено. Курдский алфавит был сформирован английскими, российскими и французскими учёными в последнем столетии. Однако под давлением мирового общественного мнения, постепенной демократизации страны и в результате снижения активности РПК Турецкая Республика начала поэтапно смягчать запреты в области использования языка курдов. С января 2009 года Турция запустила в эфир регулярные круглосуточные телепередачи на курдском языке.
Курдский вопрос является одним из ключевых при обсуждении дальнейшей евроинтеграции Турции. Европа требует большей регионализации и автономизации курдов, а также соблюдения их прав в соответствии с европейскими стандартами.
История показывает, что курдские проблемы, как правило, возникали из-за попытки лишить этот народ, сильно привязанный к своим собственным традициям, их культурной и племенной автономии. С другой стороны, возникают сомнения, что создание автономии сможет способствовать практическому решению проблемы курдов.
К настоящему времени южным курдам удалось добиться автономии в составе Ирака, Южный Курдистан представляет собой уникальную модель разрешения курдского вопроса в рамках одной страны. Турецкие курды в 2013 году сменили тактику вооруженной борьбы на политический диалог с правительством Турции, однако затем конфликт возобновился. Сирийские курды во время гражданской войны в Сирии предприняли попытку создания своей автономии. Восточные курды стремятся выстроить конструктивный диалог с руководством Ирана.